# 1942
1942 (MCMXLII) byl rok, který dle gregoriánského kalendáře započal čtvrtkem.

## Události

### Protektorát Čechy a Morava
- 21. března – škpt. Václav Morávek, nejdéle činný ze Tří králů, zahynul v přestřelce s několika desítkami agentů gestapa
- 26. dubna – Bombardéry RAF s pozemní podporou československých parašutistů zaútočily na Škodovy závody a seřaďovací nádraží v Plzni, nálet však nebyl úspěšný.
- 27. května – Jozef Gabčík a Jan Kubiš splnili úkol operace Anthropoid a odstranili zastupujícího říšského protektora a šéfa RSHA Reinharda Heydricha
- 10. června – nacisté vyhladili obec Lidice u Kladna
- 18. června – zahynulo sedm parašutistů ukrývajících se v kostele sv. Cyrila a Metoděje (Adolf Opálka, Jozef Gabčík, Jan Kubiš, Josef Valčík, Josef Bublík, Jan Hrubý, Jaroslav Švarc)
- 24. června – němečtí nacisté vyhladili a srovnali se zemí osadu Ležáky
- Města Děčín a Podmokly společně s obcí Staré Město sloučeny do jednoho města se společným názvem Tetschen-Bodenbach, od r. 1947 Děčín.

### Svět

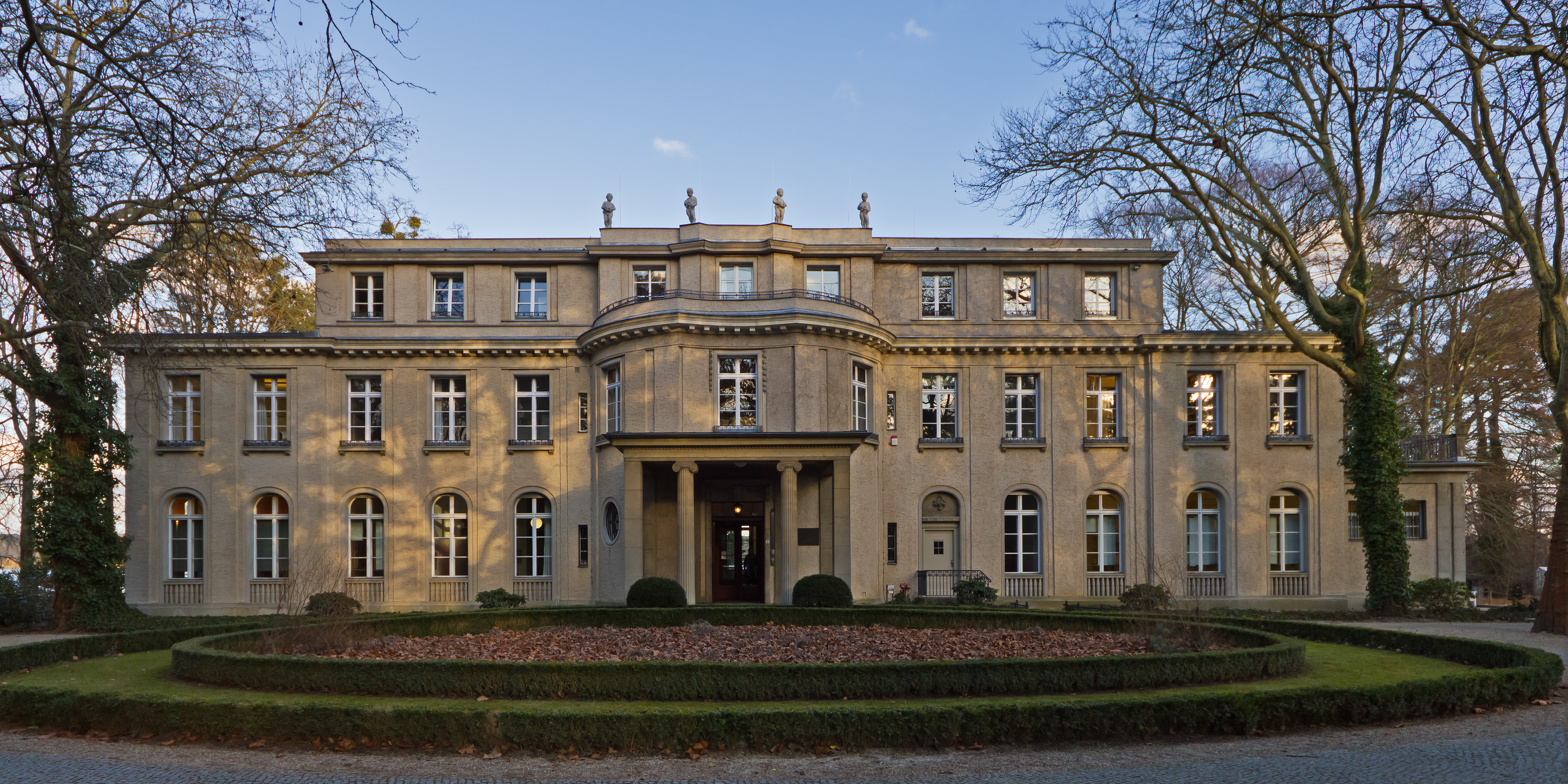
Vila ve Wannsee, ve které se 20. ledna rozhodlo o konečném řešení židovské otázky

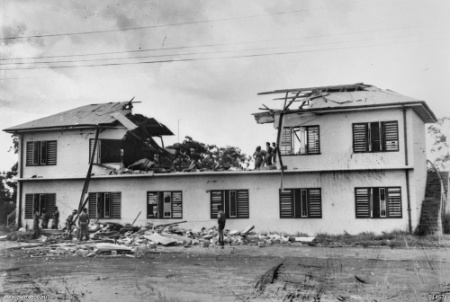
Dům zničený po náletu na Darwin 19. února

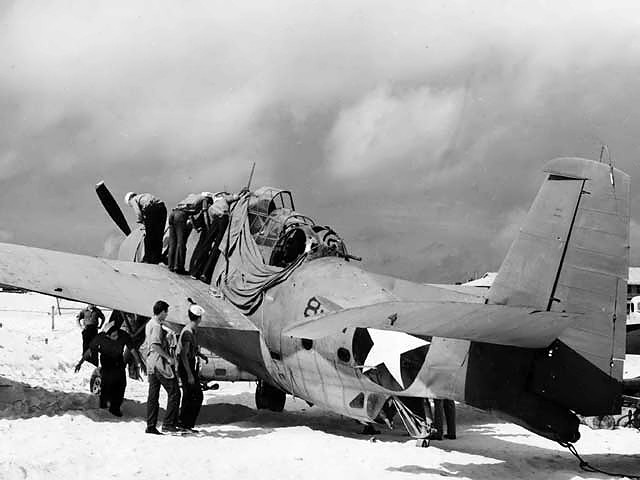
Letoun poničený v bitvě o Midway, která proběhla mezi 4. a 6. červnem

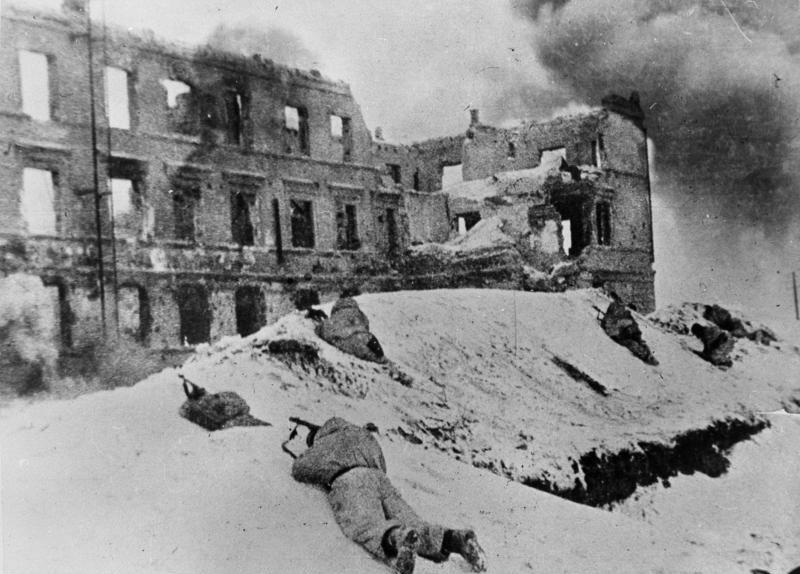
28. června začalo obléhání Stalingradu

- 1. ledna – vydána Deklarace Spojených národů
- 2. ledna – Japonci obsadili Manilu
  - Frederick Joubert Duquesne byl odsouzen k 18 letům vězení za špionáž ve prospěch Německa
- 11. ledna
  - Japonsko vyhlásilo válku Nizozemí a napadlo Nizozemskou východní Indii
  - Japonci dobyli Kuala Lumpur
- 19. ledna – Japonci zahájili invazi do Barmy
- 20. ledna – nacisté na konferenci ve Wannsee (Berlín) rozhodli, že konečným řešením židovské otázky bude likvidace Židů
- 25. ledna – Thajsko vyhlásilo válku USA a Velké Británii
- 26. ledna – do Evropy se přesunuly první americké jednotky
- 11. února – operace Cerberus, silná německá eskadra opustila Brest a proplula průlivem La Manche do severoněmeckých přístavů
- 15. února – Singapur kapituloval
- 19. února – Japonci bombardovali australský Darwin
- 26. února – výbuch uhelného prachu v čínském dole Honkeika, přes 1 500 mrtvých
- 9. dubna – Japonci zlomili odpor amerických jednotek na Bataanu
- 4.–8. května – bitva v Korálovém moři, první bitva letadlových lodí
- 6. května – kapitulace amerických sil na Corregidoru, Japonci ovládli Filipíny
- 12.–28. května – druhá bitva o Charkov
- 26. května – podpis anglo-sovětské dohody o vzájemné pomoci na 20 let
- 27. května – atentát na Heydricha
- 4.–6. června – bitva u Midway, drtivé vítězství Spojenců
- 11.–16. června – námořní operace Vigorous ve Středozemním moři
- 21. června – Erwin Rommel obsadil Tobruk
- 27. června–24. července –  bitva u Voroněže
- 5. srpna – Velká Británie odvolala svůj podpis pod Mnichovskou dohodou
- 7. srpna – americké síly se vylodily na Guadalcanalu na Šalomounových ostrovech a obsadili letiště, které tu Japonci pracně vybudovali. Začíná bitva o Guadalcanal
- 9. srpna – bitva u ostrova Savo, první námořní bitva bitvy o Guadalcanal. Americké námořnictvo utrpělo jednu z nejdrtivějších porážek ve své historii.
- 19. srpna – nájezd na Dieppe, těžká spojenecká porážka s obrovskými ztrátami
- 24. srpna – bitva u východních Šalomounů
- 9. října – spojené letecké síly USA a VB podnikají největší denní nálet, cílem jsou průmyslová zařízení v Lille (Francie)
- 11. října – bitva u mysu Esperance
- 16. října – hurikán a záplavy v Bombaji… Asi 40 000 mrtvých
- 21. října – americký Kongres schválil „daň na vítězství“, největší daňový zákon v historii USA, 5 % veškerých příjmů nad 624 dolarů
- 23. října – 4. listopadu – druhá bitva u El Alameinu
- 8. listopadu – operace Torch, vylodění angloamerických jednotek ve francouzských koloniích v severní Africe
- 10. listopadu – Němci zahajují okupaci vichistické Francie
- 13. listopadu – Britové pod vedením generála Montgomeryho znovu obsadili Tobruk
- 19. listopadu – Rudá armáda zahájila operaci Uran
- 2. prosince – projekt Manhattan: tým Enrica Fermiho uskutečnil první uměle vyvolanou jadernou řetězovou reakci

## Vědy a umění
- 12. června – Anne Franková začala psát deník, který po válce vydal její otec
- 29. listopadu – Premiéra baletu Helena Trojská na Offenbachovu hudbu v Detroitu, kterou upravil Antal Dorati.
- 2. prosince – Enrico Fermi provedl první řízenou řetězovou jadernou reakci.
- Vznikla Skupina 42; Česko
- vznikl časopis Vedem, který psala skupina židovských chlapců v terezínském koncentračním táboře
- Byl poprvé použit aqualung
- Enrico Fermi uvedl do provozu první jaderný reaktor, dodávající tepelnou energii

## Sport
- 20. listopadu – Nerozhodné hokejové zápasy NHL se po 60 minutách prodlužovaly, aby se předešlo plichtám. Během války se ale muselo šetřit a tato prodloužení byla zrušena a vrátila se do hry až v létě 1983

## Nobelova cena
Kvůli válečnému konfliktu (II. světová válka) nebyla udělena žádná Nobelova cena.

## Narození

### Česko

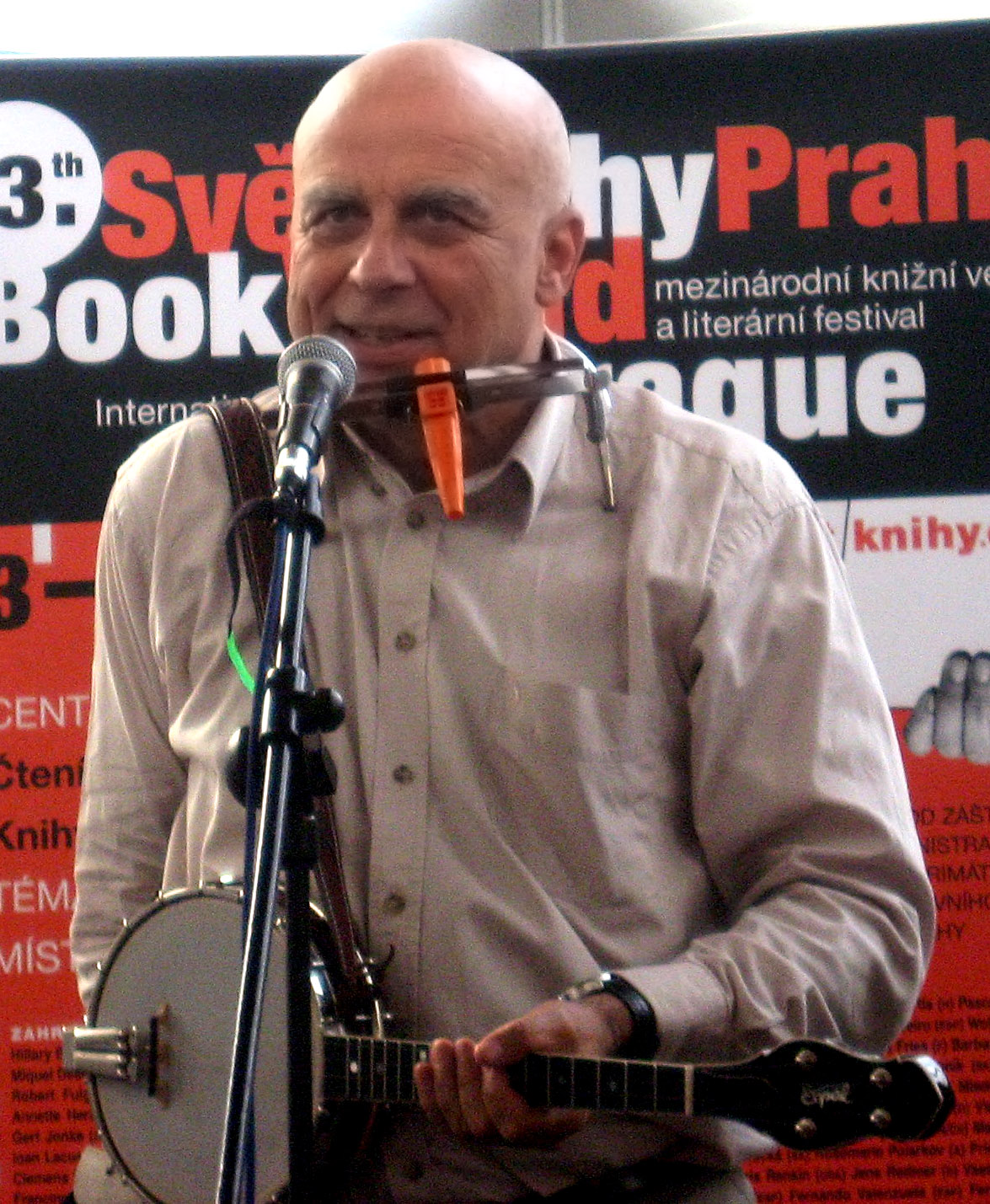
Ivan Mládek (* 7. února)

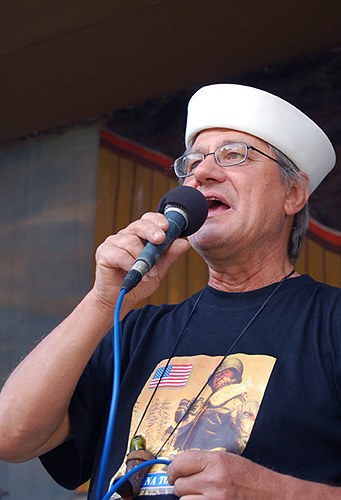
Jan Vyčítal (* 8. března)

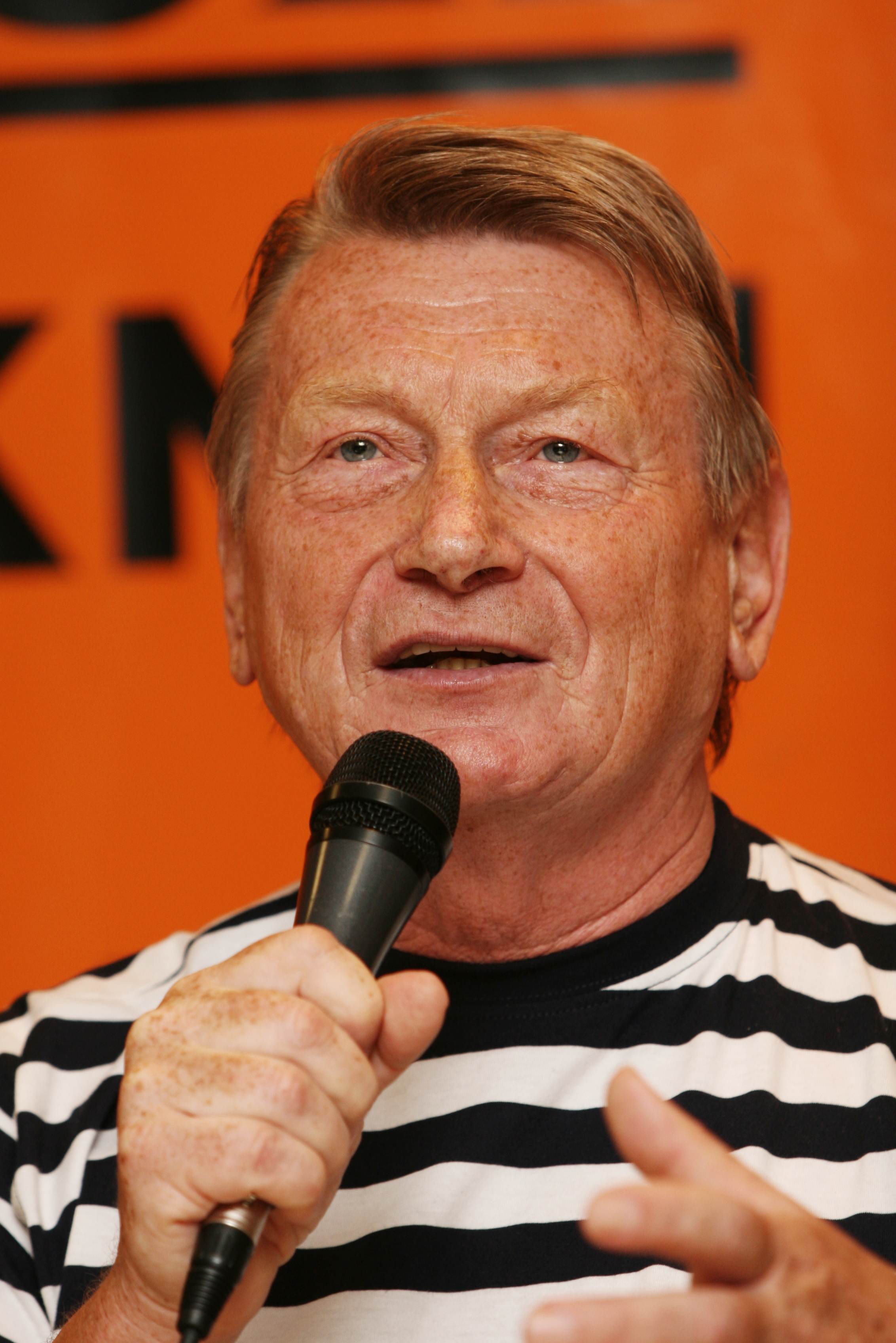
Josef Dvořák (* 25. dubna)

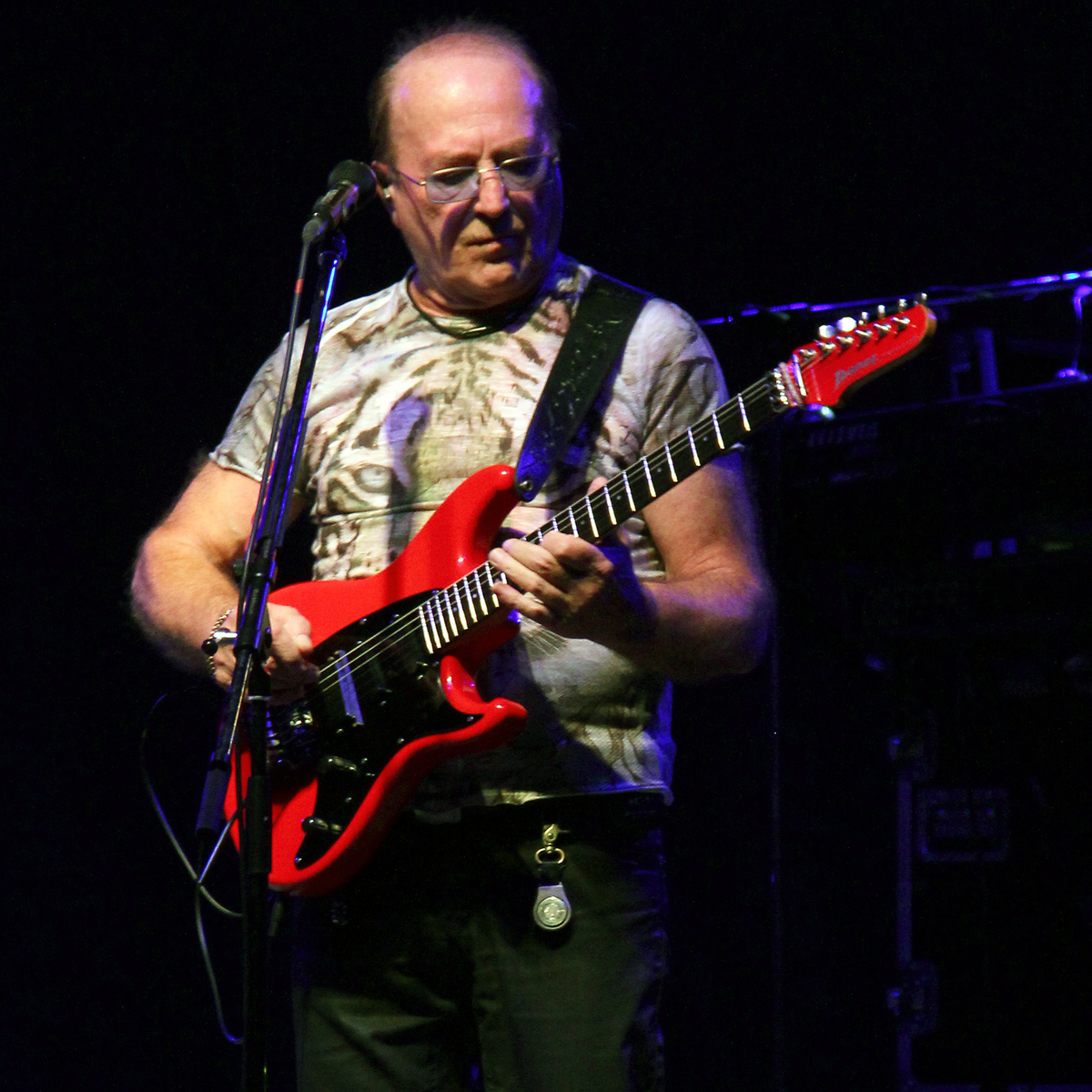
Petr Janda (* 2. května)

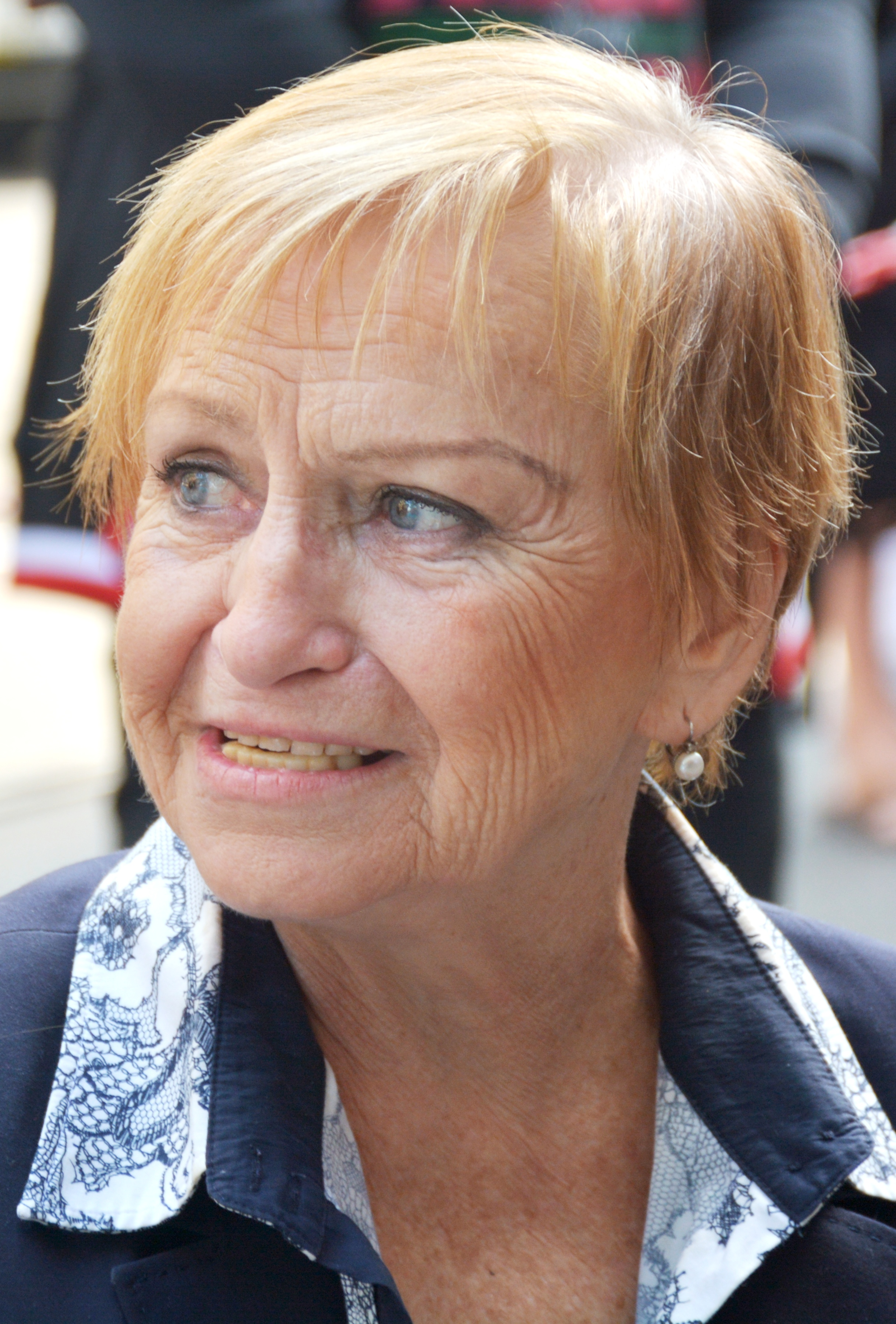
Věra Čáslavská (* 3. května)

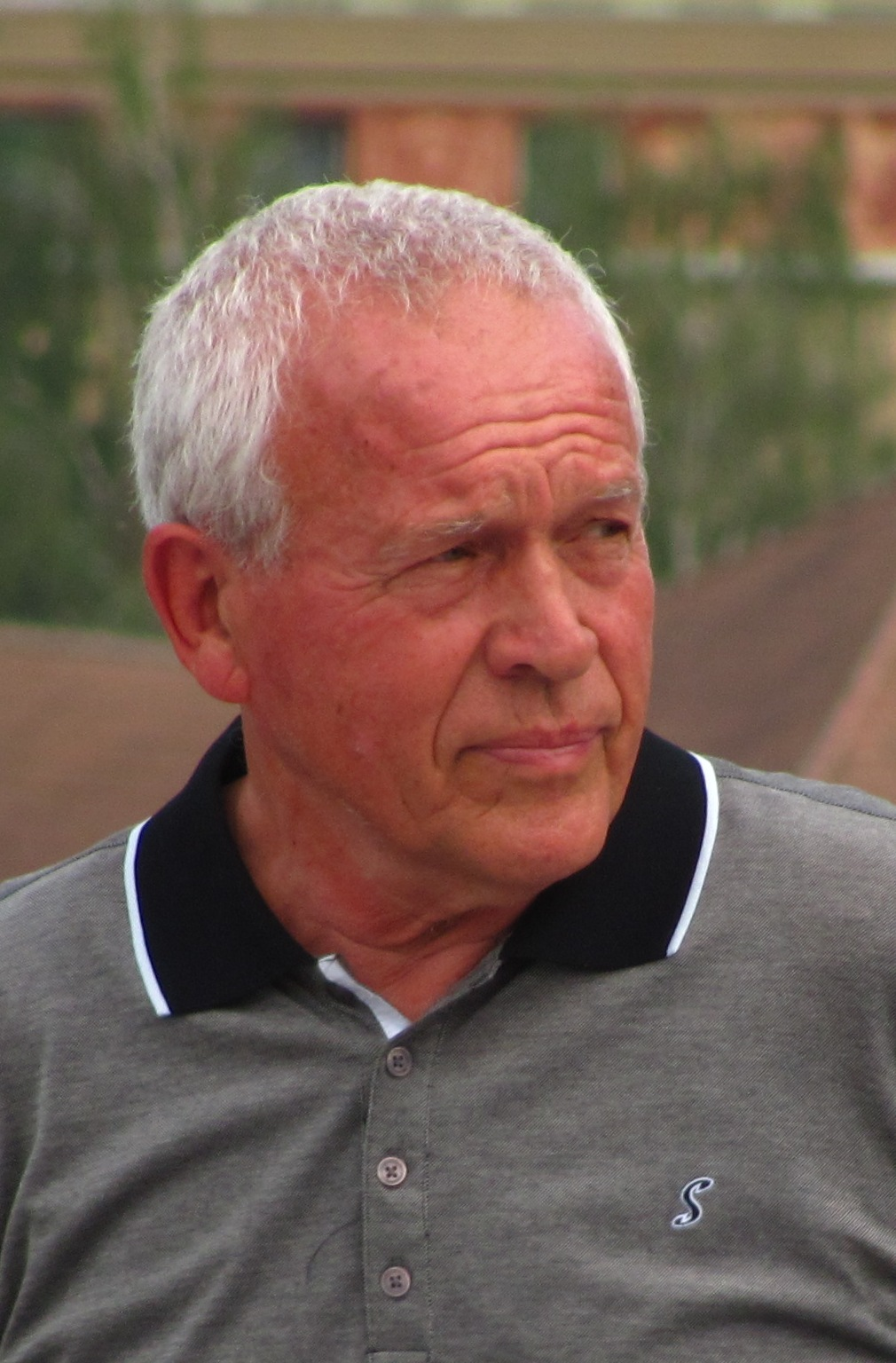
Ivo Viktor (* 21. května)

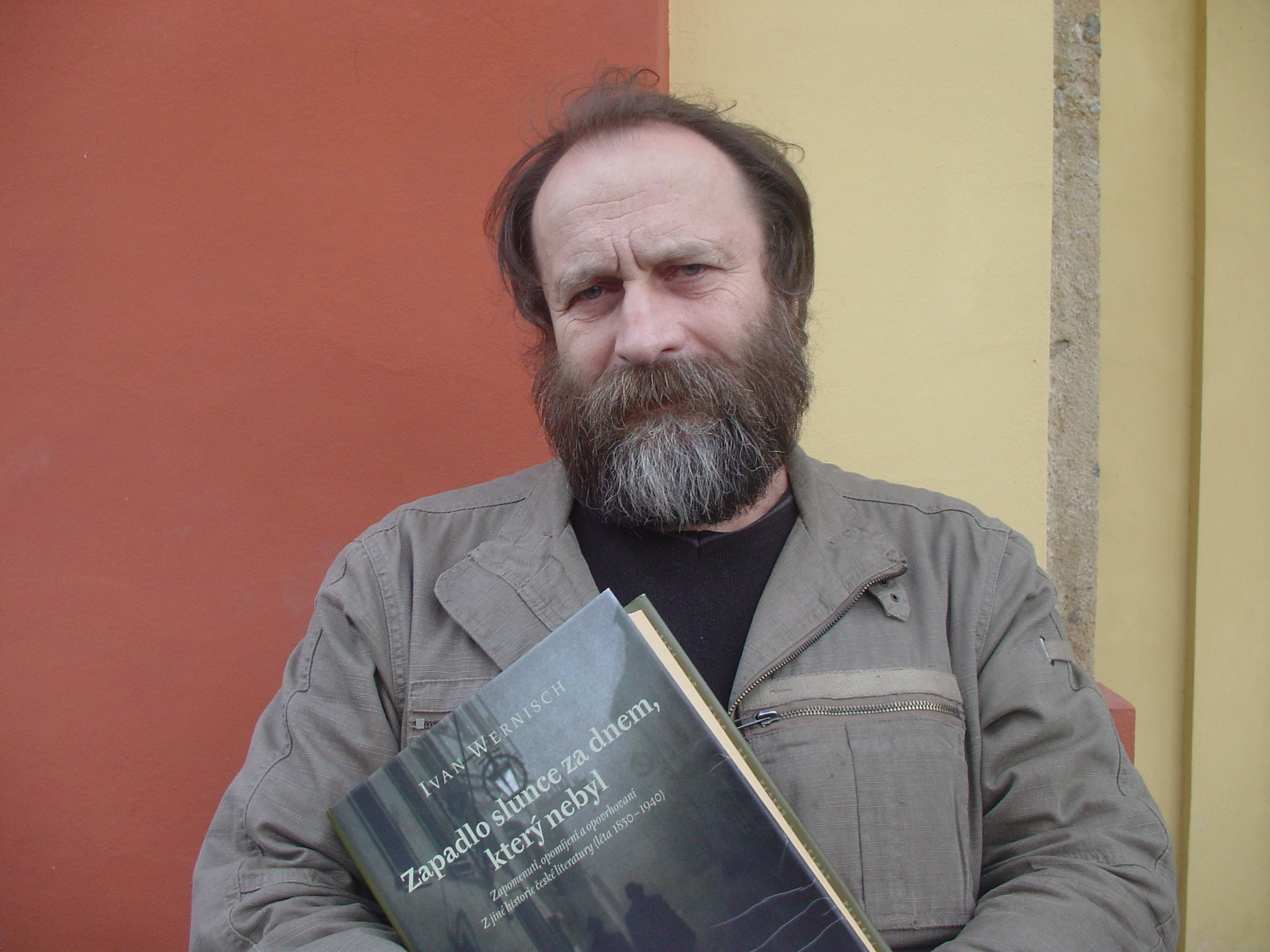
Ivan Wernisch (* 18. června)

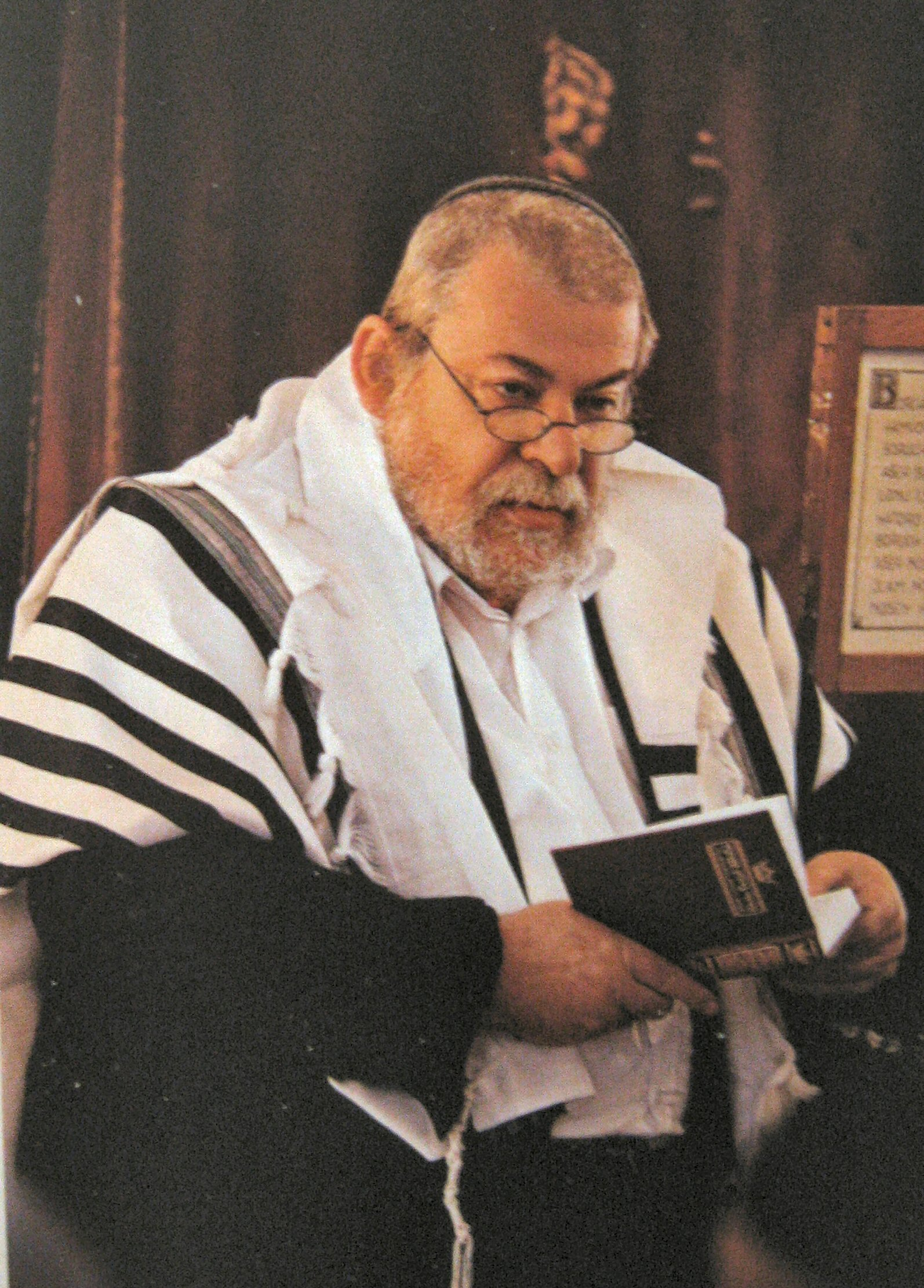
Karol Sidon (* 9. srpna)

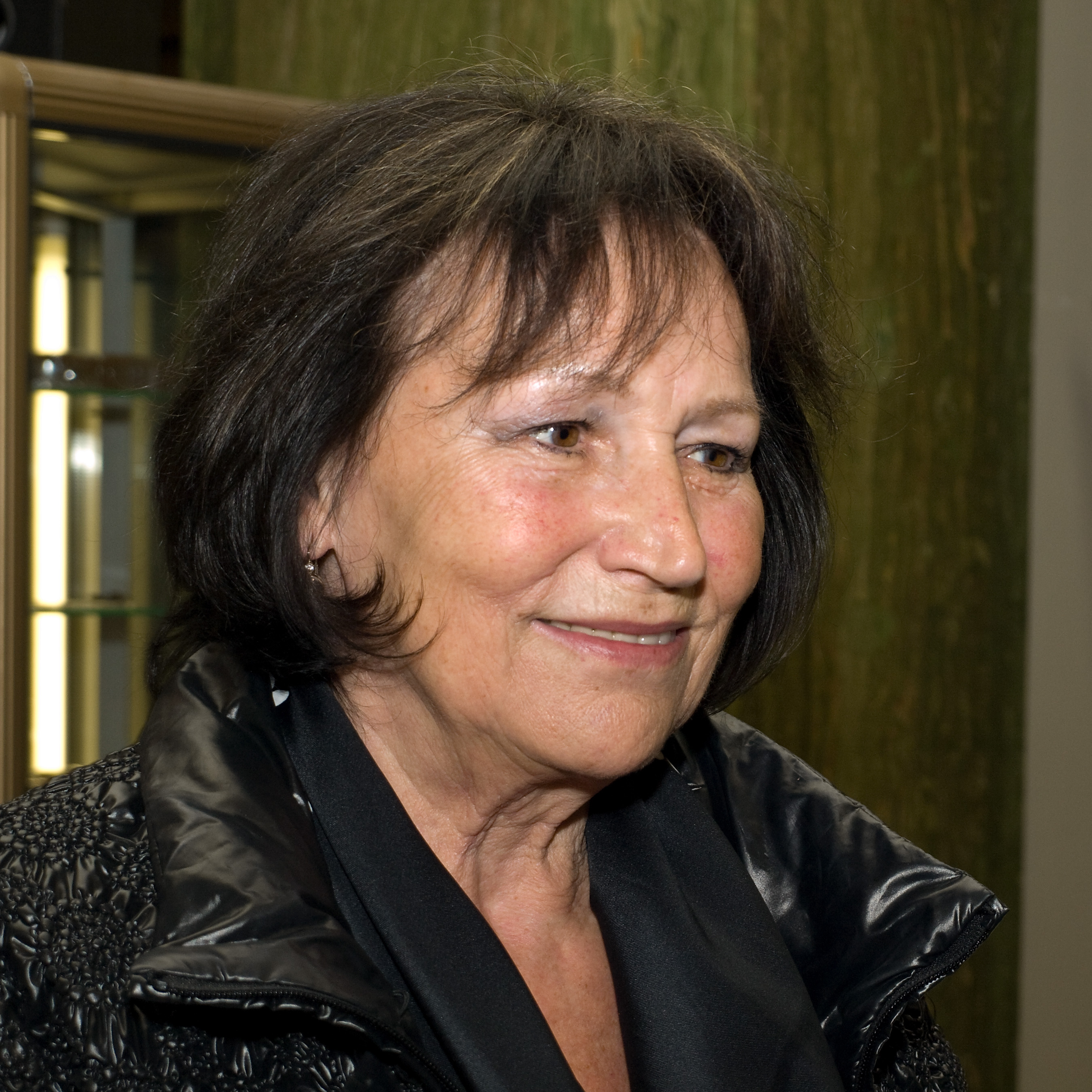
Marta Kubišová (* 1. listopadu)

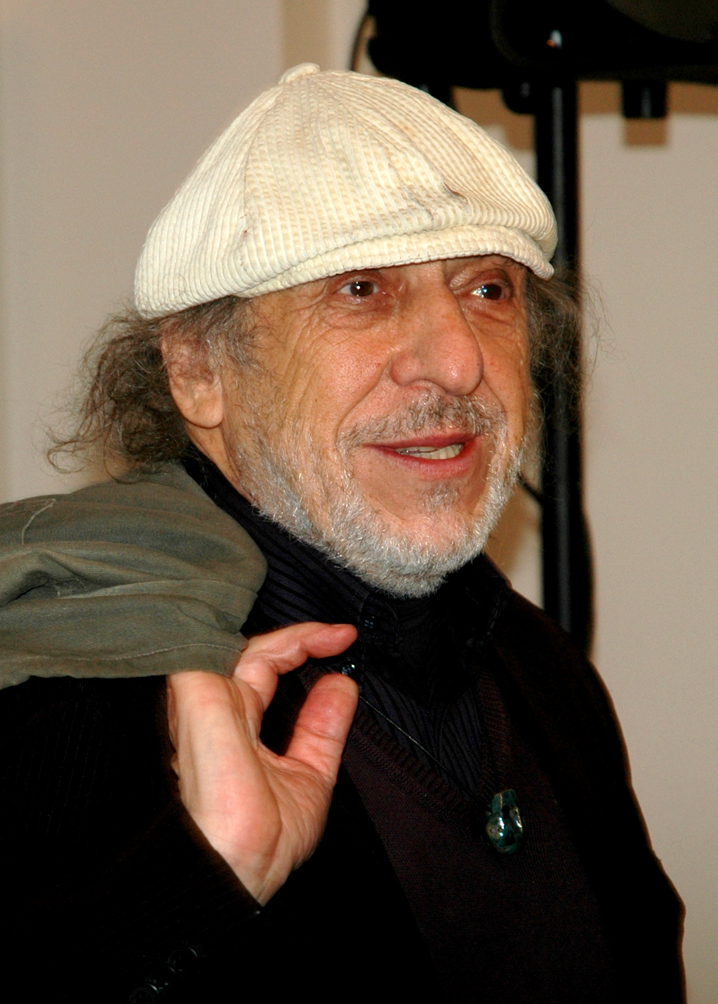
Jiří Stivín (* 23. listopadu)

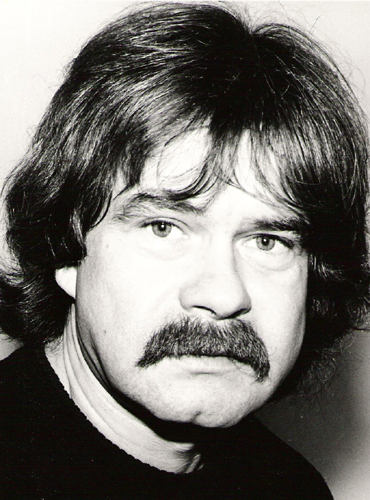
Petr Rezek (* 26. prosince)

- 5. ledna – Pavel Wohl, československý hokejový reprezentant
- 6. ledna – Josef Matouš, skokan na lyžích († 20. listopadu 1999)
- 7. ledna – Jiří Bičák, český fyzik († 26. ledna 2024)
- 9. ledna – Vladimír Zeman, český politik († 8. dubna 2013)
- 11. ledna – Pavel Hirš, český vědec a politik
- 13. ledna – Petr Brožek, český hudebník a herec († 20. února 2021)
- 19. ledna
  - Josef Hrdlička, katolický biskup, básník, překladatel a hudební textař
  - Gabriela Wilhelmová, herečka († 14. října 2002)
- 20. ledna – Jan Hrbatý, československý hokejový reprezentant († 23. července 2019)
- 21. ledna – Prokop Voskovec mladší, český divadelník, básník, esejista a překladatel († 9. února 2011)
- 22. ledna
  - Milan Zelený, česko-americký ekonom († 24. prosince 2023)
  - Pavel Vantuch, střihač, kameraman, režisér
- 27. ledna
  - Petr Kotík, hudební skladatel, dirigent a flétnista
  - Karel Přibyl, malíř a ilustrátor († 17. října 2016)
- 28. ledna – Petr Švácha, básník a redaktor
- 29. ledna – Václav Zahradník, český skladatel a dirigent († 28. června 2001)
- 30. ledna
  - Pavel Řezníček, surrealistický básník a prozaik († 19. září 2018)
  - Zdeněk Hajný, český malíř, grafik a psycholog († 1. března 2014)
- 1. února – Jiří Poborák, spisovatel komiksu Čtyřlístek
- 2. února
  - Marie Marečková, historička
  - Václav Pačes, biochemik, předseda Akademie věd České republiky
  - Josef Volák, český prozaik a překladatel
- 5. února – Jiří Mikulášek, generální vikář brněnské diecéze, kněz, spisovatel
- 7. února – Ivan Mládek, zpěvák, textař, skladatel, komik, kreslíř, humorista a vynálezce
- 9. února – Miloš Štědroň, český hudební skladatel, hudební vědec a pedagog
- 12. února – František Derfler, český herec († 17. srpna 2019)
- 14. února – Jan Hališka, český violoncellista
- 20. února – Jiří Sopko, český malíř, grafik a sochař
- 24. února – Eduard Bureš, český politik a lékař
- 1. března – Antonín Sochor, český matematik, logik a politik († 17. května 2008)
- 4. března – Miloslav Kučera, divadelní režisér a politik († 31. července 2018)
- 6. března – Karel Barták, český politik a lékař († 6. prosince 2023)
- 8. března – Jan Vyčítal, písničkář a karikaturista († 1. března 2020)
- 12. března
  - Jiří Kahoun, spisovatel, autor Příběhů včelích medvídků († 13. května 2017)
  - Ivan Mackerle, český záhadolog, kryptozoolog, cestovatel a spisovatel († 3. ledna 2013)
- 14. března – Jožka Černý, moravský zpěvák lidových písní
- 17. března – Eduard Krečmar, český písňový textař a libretista († 22. října 2023)
- 22. března – Karel Vágner, kontrabasista, baskytarista, textař, skladatel, zpěvák, kapelník
- 23. března
  - Jindřich Pospíšil, dvacetinásobný mistr světa v kolové
  - Jiří Václavek, český politik († 18. března 2010)
- 24. března – Jaroslava Jehličková, mistryně Evropy v běhu na 1 500 metrů
- 25. března – Jan Ságl, fotograf
- 26. března – Daniela Mrázková, teoretička a kritička umělecké fotografie
- 30. března – Josef Kroutvor, esejista, historik umění, básník a prozaik
- 1. dubna – Jaroslava Severová, grafička a pedagožka
- 6. dubna – Vladislav Navrátil, fyzik a vysokoškolský pedagog († 3. ledna 2022)
- 10. dubna – František Herman, český fagotista a hudební pedagog
- 12. dubna – Miki Ryvola, trampský písničkář, zpěvák a kytarista
- 17. dubna – Dalibor Motejlek, závodník ve skoku na lyžích
- 25. dubna – Josef Dvořák, herec a divadelní ředitel
- 27. dubna – Pavel Veselý, publicista, fotograf, herec, zpěvák a dramatik
- 1. května – Ivan Wilhelm, český jaderný fyzik a rektor Univerzity Karlovy
- 2. května – Petr Janda, rockový zpěvák, skladatel, kytarista
- 3. května – Věra Čáslavská, československá sportovní gymnastka († 30. srpna 2016)
- 5. května – Jiří Turek, český spisovatel a překladatel
- 17. května – Pavel Kantorek, český fyzik a autor kreslených vtipů a povídek († 3. srpna 2017)
- 18. května – Jiří Musílek, pedagog, ochotnický herec, publicista politik († 19. září 2014)
- 21. května
  - Ivo Viktor, československý fotbalový reprezentant
  - Jan Reich, fotograf († 14. listopadu 2009)
- 23. května – Jiří Štědroň, český herec, zpěvák, textař
- 27. května – Pavel Jansa, lékař a spisovatel
- 30. května
  - Antonín Bajaja, český spisovatel († 16. prosince 2022)
  - Zdeněk Neubauer, český filosof a biolog († 5. července 2016)
- 12. června – Jan Fencl, ministr zemědělství
- 13. června – Antonín Gondolán, romský hudebník, kontrabasista, hudební skladatel a zpěvák
- 17. června – Karel Ježek, odborník na informatiku a politik
- 18. června – Ivan Wernisch, básník, překladatel
- 19. června – Vít Olmer, herec, scenárista, spisovatel a režisér
- 21. června – Markéta Zinnerová, česká prozaička, scenáristka
- 25. června – Ivan Binar, český spisovatel a překladatel
- 3. července – Jan Kostrhun, český spisovatel, scenárista a politik († 2. května 2022)
- 9. července – Barbora Eleonora z Lichtenštejna, knížecí princezna z Lichtenštejna
- 13. července – Vladimír Smutný, český kameraman a fotograf († 7. června 2025)
- 26. července
  - Jan Halada, český historik, novinář, redaktor a spisovatel
  - Milan Mišovič, matematik, informatik a programátor († 26. července 2024)
- 29. července – Jaroslav Štrait, český historik a politik
- 30. července – Jiří Karas, český politik, právník a diplomat
- 31. července – Jan Zbavitel, český dirigent a pedagog
- 3. srpna
  - Jaroslav Holík, československý hokejový reprezentant († 17. dubna 2015)
  - Václav Pinta, český numismatik
- 7. srpna – Josef Gebauer, český archivář a historik († 19. května 2004)
- 9. srpna
  - Karol Sidon, vrchní zemský a bývalý pražský rabín
  - Václav Suchý, český básník, prozaik a překladatel
- 16. srpna – Jaroslav Lobkowicz, český podnikatel a politik
- 20. srpna – Petr Kment, československý zápasník, bronz na OH 1968 († 22. srpna 2013)
- 22. srpna – Emma Srncová, česká výtvarnice
- 23. srpna – Josef Hájek, primátor Prahy
- 28. srpna – Jan Vrbka, rektor Vysokého učení technického v Brně († 24. května 2017)
- 30. srpna – Eugen Brikcius, spisovatel, básník, filosof, esejista a výtvarník
- 1. září
  - Vlastimil Venclík, český dramatik, scenárista, režisér a herec
  - Richard Sacher, ministr vnitra Československa († 27. února 2014)
- 7. září – Karel Hrdý, český politik († 30. ledna 2016)
- 13. září – Jan Kukal, tenisový trenér a bývalý československý tenista
- 17. září – Antonín Buček, brněnský krajinný ekolog († 5. března 2018)
- 18. září – Rudolf Blaháček, český kameraman
- 19. září
  - Michaela Freiová, česká katolická publicistka a politička
  - Jan Klak, český ekonom a politik
- 20. září – Václav Exner, fyzik a politik
- 27. září – Jiří Tomášek, český houslista († 14. prosince 2017)
- 29. září
  - Břetislav Ditrych, spisovatel, básník, autor literatury faktu a publicista
  - Ivan Vojnár, fotograf, kameraman a režisér
- 4. října – Karel Masopust, československý hokejový obránce († 25. května 2019)
- 10. října
  - Bohumil Zemánek, český sochař a restaurátor († 12. srpna 1996)
  - Luděk Nekuda, hudebník-trumpetista, zpěvák, textař, scenárista a dramaturg († 10. března 1988)
- 14. října – Josef Geryk, československý fotbalový brankář († 27. července 2013)
- 18. října
  - Svatopluk Karásek, český písničkář, evangelický duchovní († 20. prosince 2020)
  - Jaromír Žák, český a československý ekonom a politik
  - Bohuslav Blažek, sociální ekolog († 20. listopadu 2004)
- 19. října – Vojtěch Bartek, český fotograf a pedagog († 10. března 2013)
- 21. října – Blanka Říhová, imunoložka, ředitelka Mikrobiologického ústavu Akademie věd
- 25. října – Zdeněk Susa, český lékař, evangelický kazatel, nakladatel a poutník
- 30. října – Stanislav Štrunc, československý fotbalový reprezentant († 8. listopadu 2001)
- 1. listopadu – Marta Kubišová, zpěvačka
- 2. listopadu – Zdeněk Dušek, český herec a režisér
- 3. listopadu – Dušan Pálka, grafik, fotograf, karikaturista, humorista a kreslíř († 17. června 2011)
- 4. listopadu – Václav Tomek, český historik († 1. července 2022)
- 10. listopadu – Jan Havel, československý hokejový reprezentant
- 12. listopadu – Alena Nádvorníková, básnířka, malířka a teoretička surrealismu
- 19. listopadu – Ivan Tuček, český akrobatický pilot († 25. srpna 1999)
- 20. listopadu – Marie Svatošová, česká lékařka, spisovatelka a publicistka
- 22. listopadu – Vladimír Škoda, francouzský sochař, grafik a kreslíř českého původu
- 23. listopadu
  - Stanislav Prýl, československý hokejový reprezentant († 19. března 2015)
  - Jiří Stivín, český jazzový hudebník, multiinstrumentalista a skladatel
- 24. listopadu – Tomáš Jungwirth, atlet – mílař († 19. ledna 1998)
- 27. listopadu – Vlastimil Jansa, český šachový velmistr
- 2. prosince – Marie Hušková, česká matematička
- 4. prosince – Jan Spálený, český multiinstrumentalista, skladatel a textař
- 18. prosince – Jaroslav Zvěřina, český lékař – sexuolog a politik
- 21. prosince
  - Dušan Kadlec, český malíř žijící v Kanadě († 12. září 2018)
  - Jiřina Jelenská, česká herečka († 27. března 2007)
- 24. prosince
  - Petr Čermák, veslař, bronzová medaile na OH 1964
  - Jan Smolík, český sportovec, cyklista
- 25. prosince – Věra Komárková, profesorka přírodních věd, horolezkyně († 25. května 2005)
- 26. prosince – Petr Rezek, zpěvák, kytarista, hudební skladatel, textař
- 28. prosince – Ivo Hlobil, historik umění († 2. listopadu 2021)
- 29. prosince – Karel Bělohoubek, hudební skladatel, dirigent, klarinetista a fagotista († 31. prosince 2016)
- 30. prosince – Vladimír Pucholt, český herec a lékař
- 31. prosince
  - Václav Maňas ml., český skladatel, pedagog a hudebník
  - Vladimír Bejval, český dětský herec († 19. září 2011)

### Svět
- 01. ledna

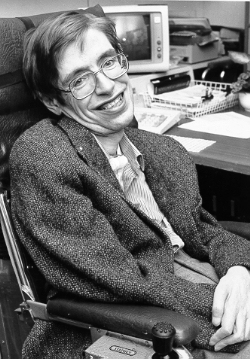
Stephen Hawking (* 8. ledna)

Terry Jones (* 1. února)

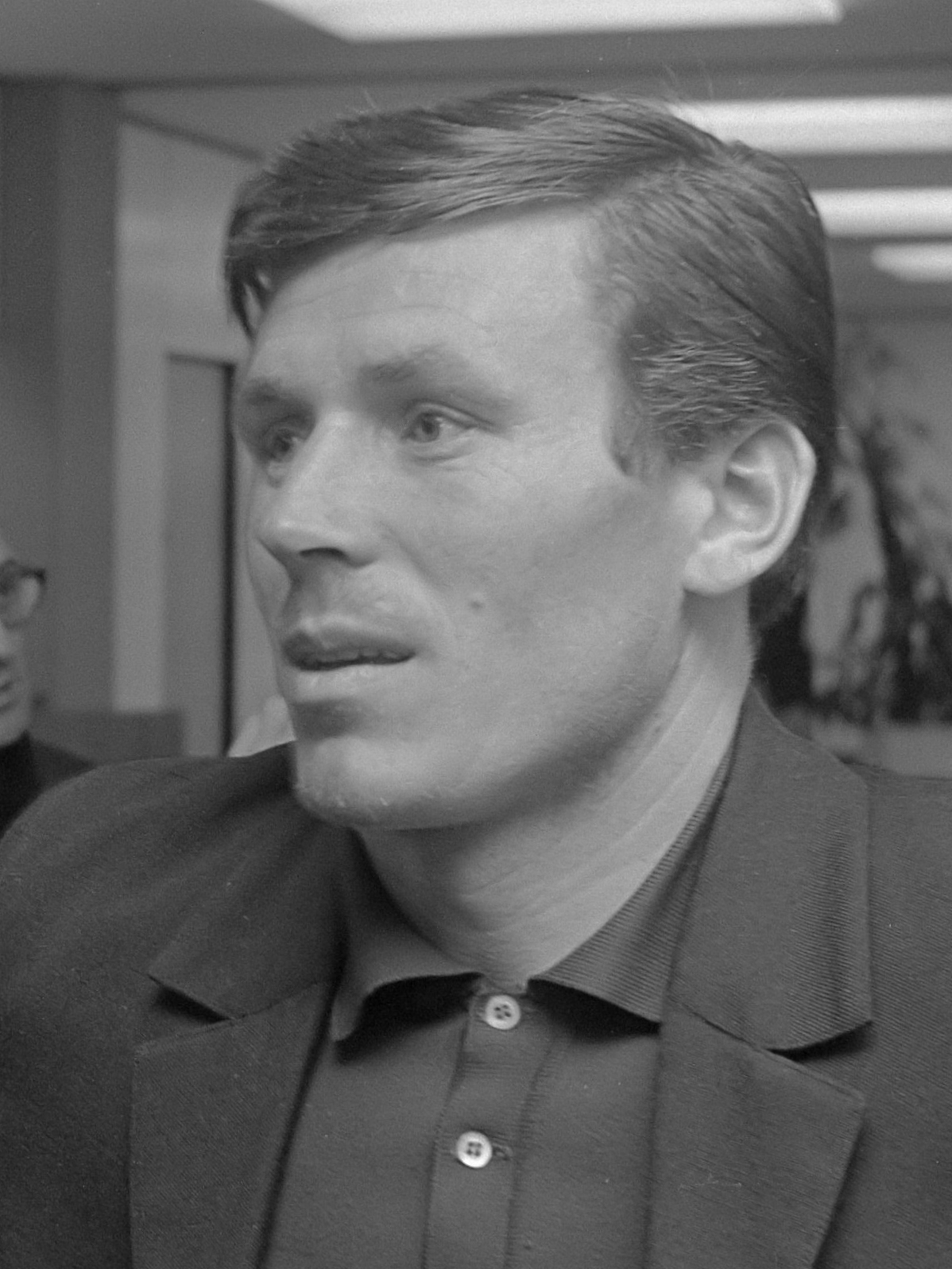
Jozef Adamec (* 26. února)

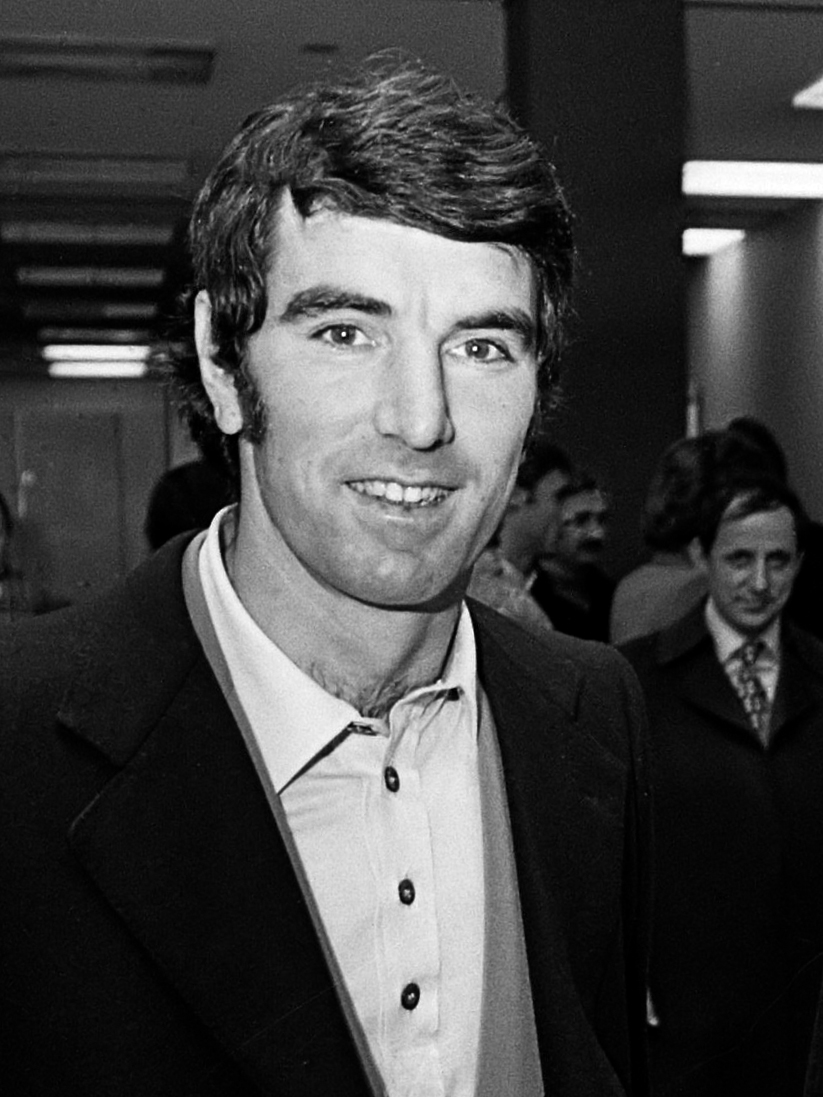
Dino Zoff (* 28. února)

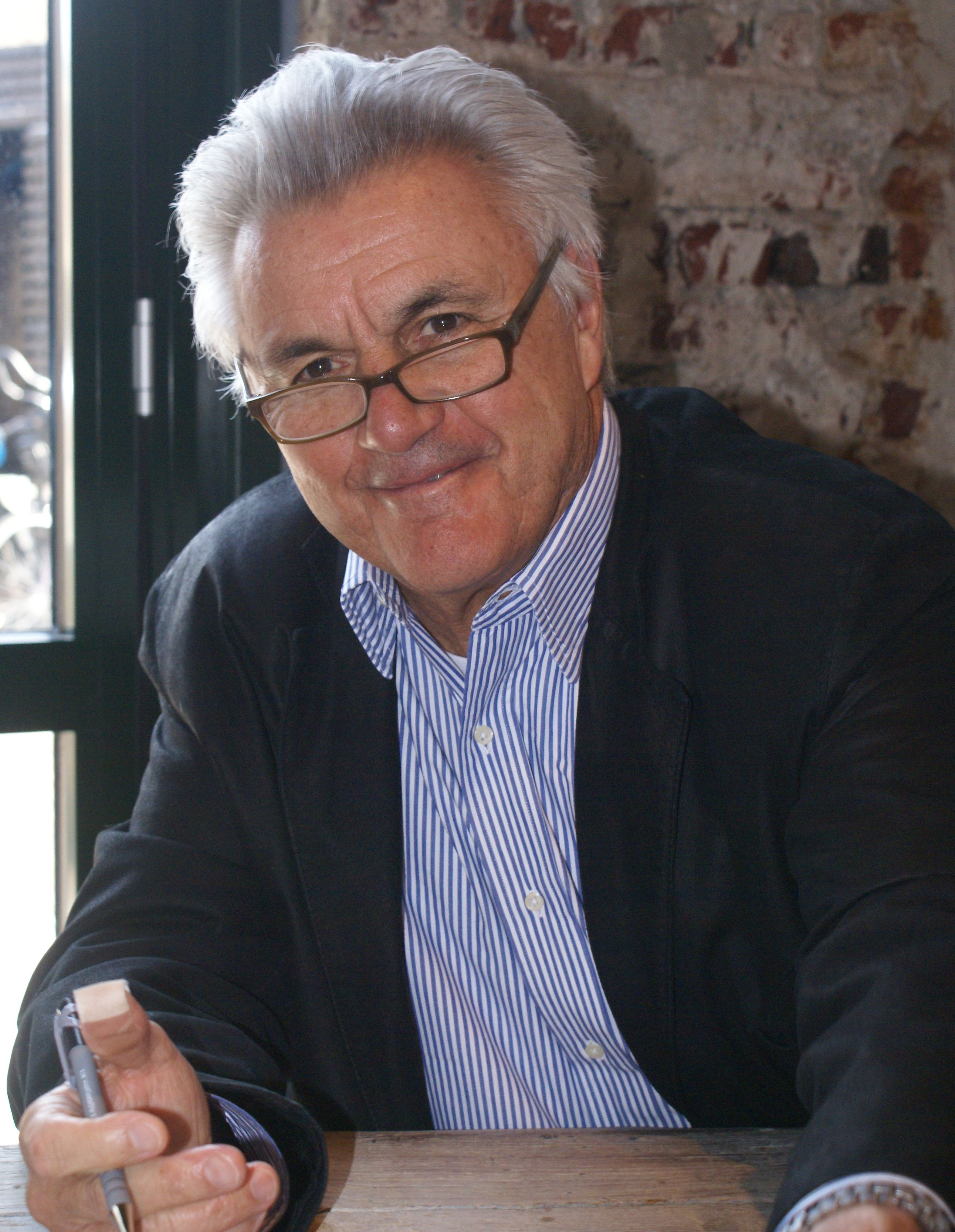
John Irving (* 2. března)

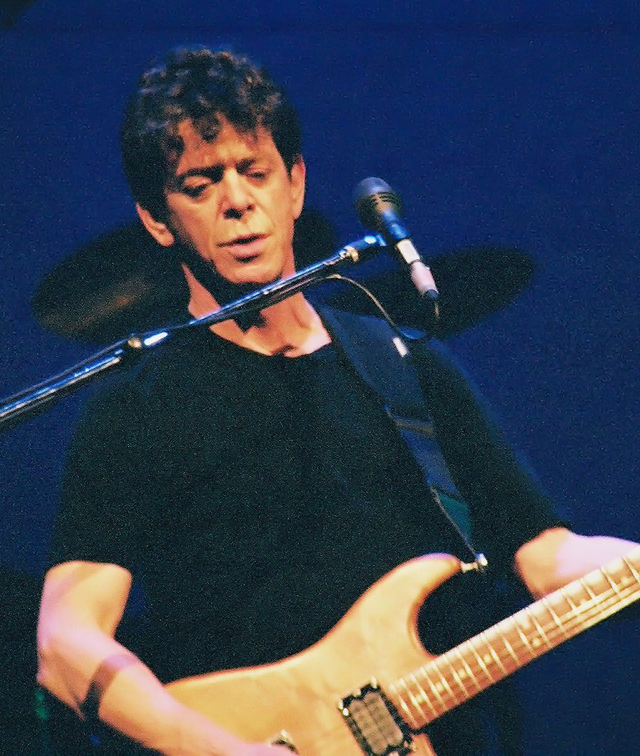
Lou Reed (* 2. března)

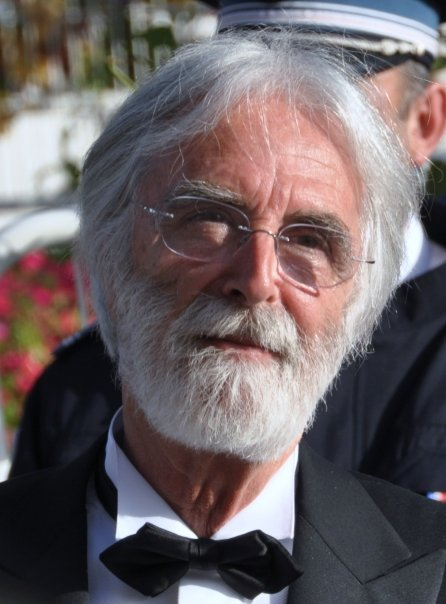
Michael Haneke (* 23. března)

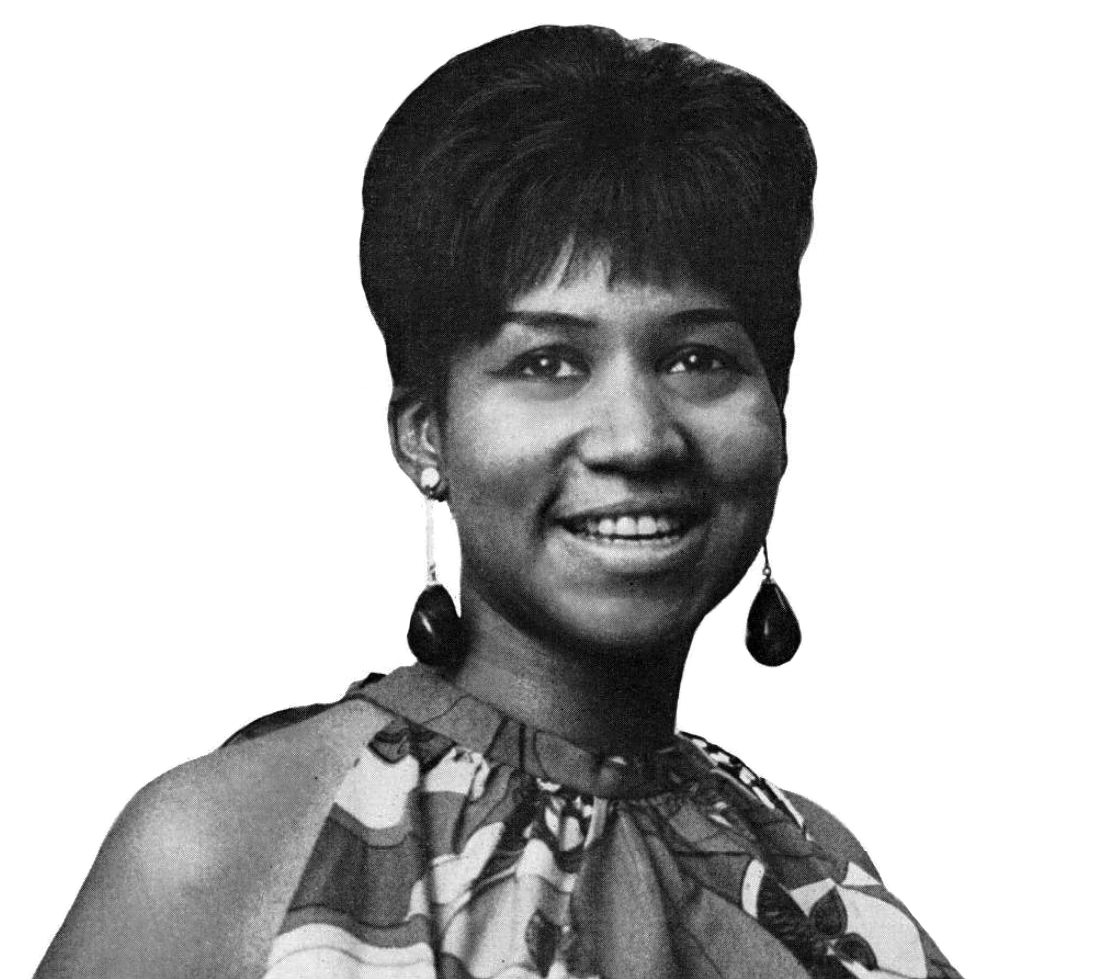
Aretha Franklin (* 25. března)

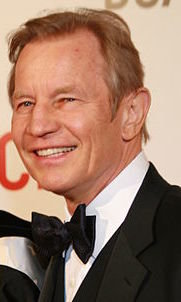
Michael York (* 27. března)

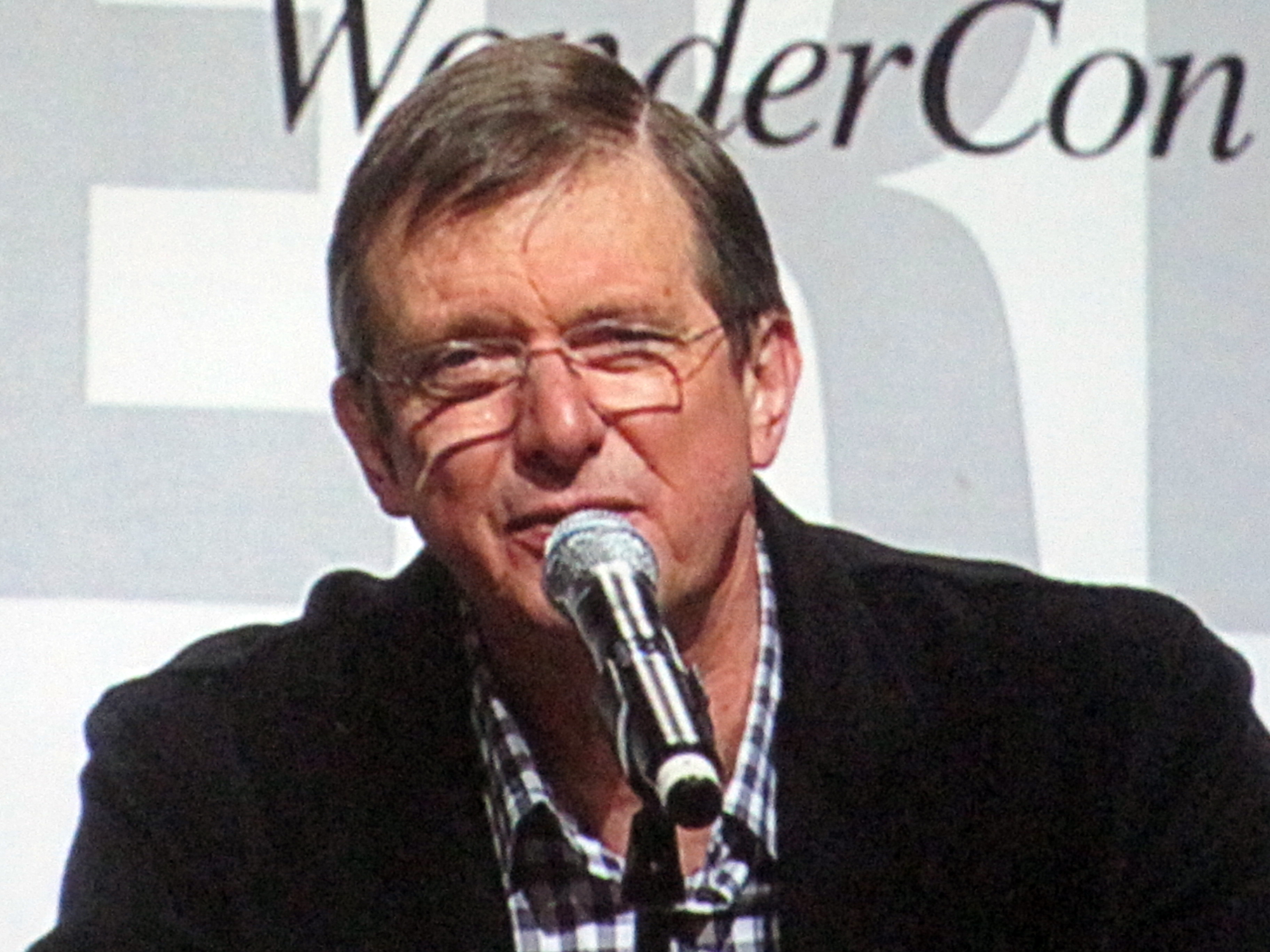
Mike Newell (* 28. března)

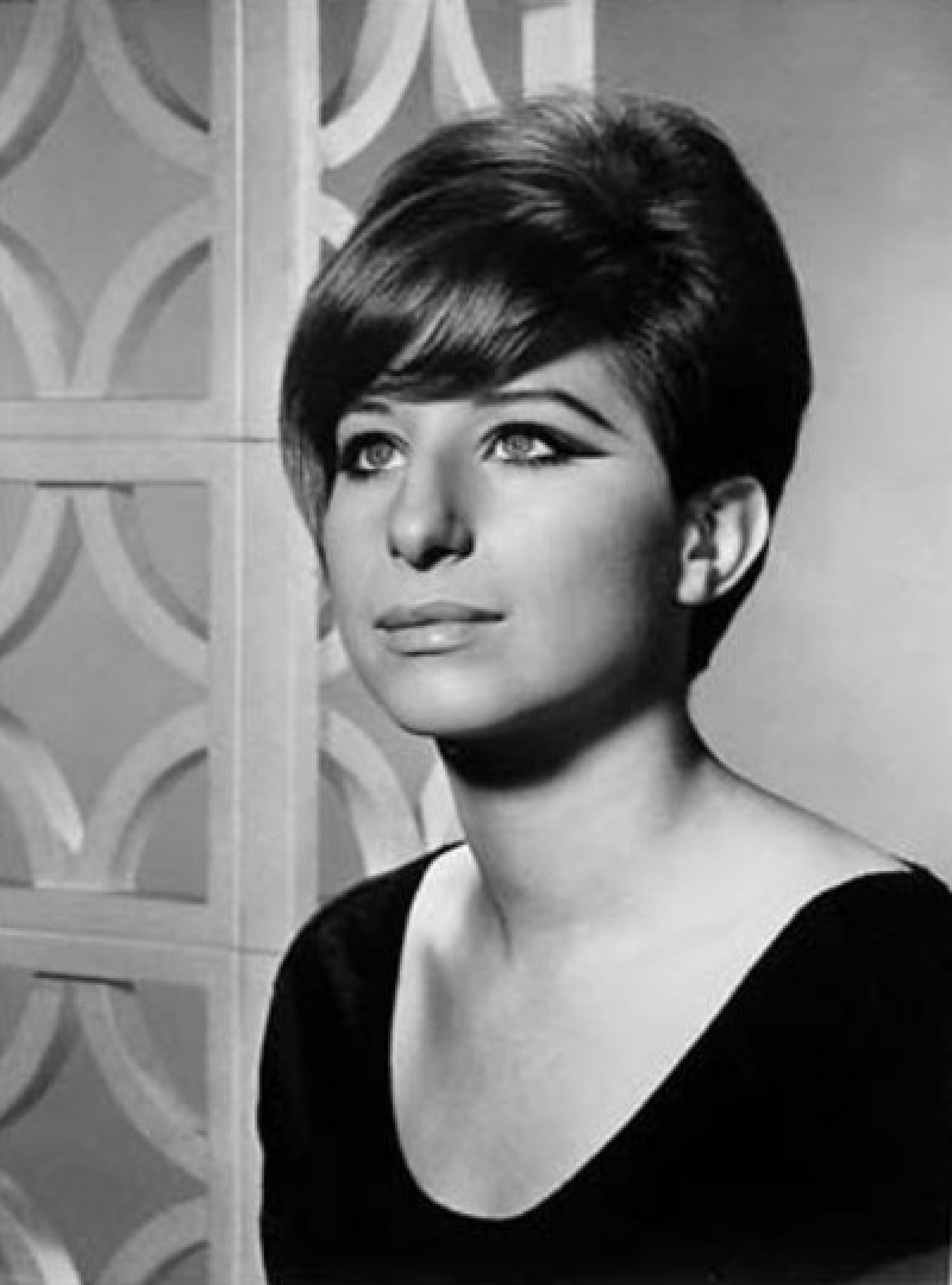
Barbra Streisandová (* 24. dubna)

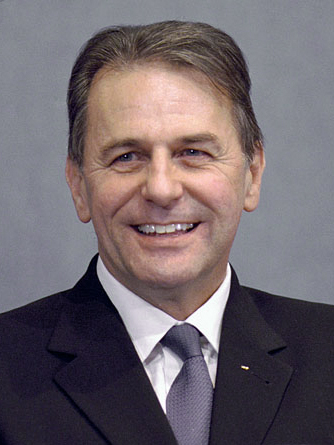
Jacques Rogge (* 2. května)

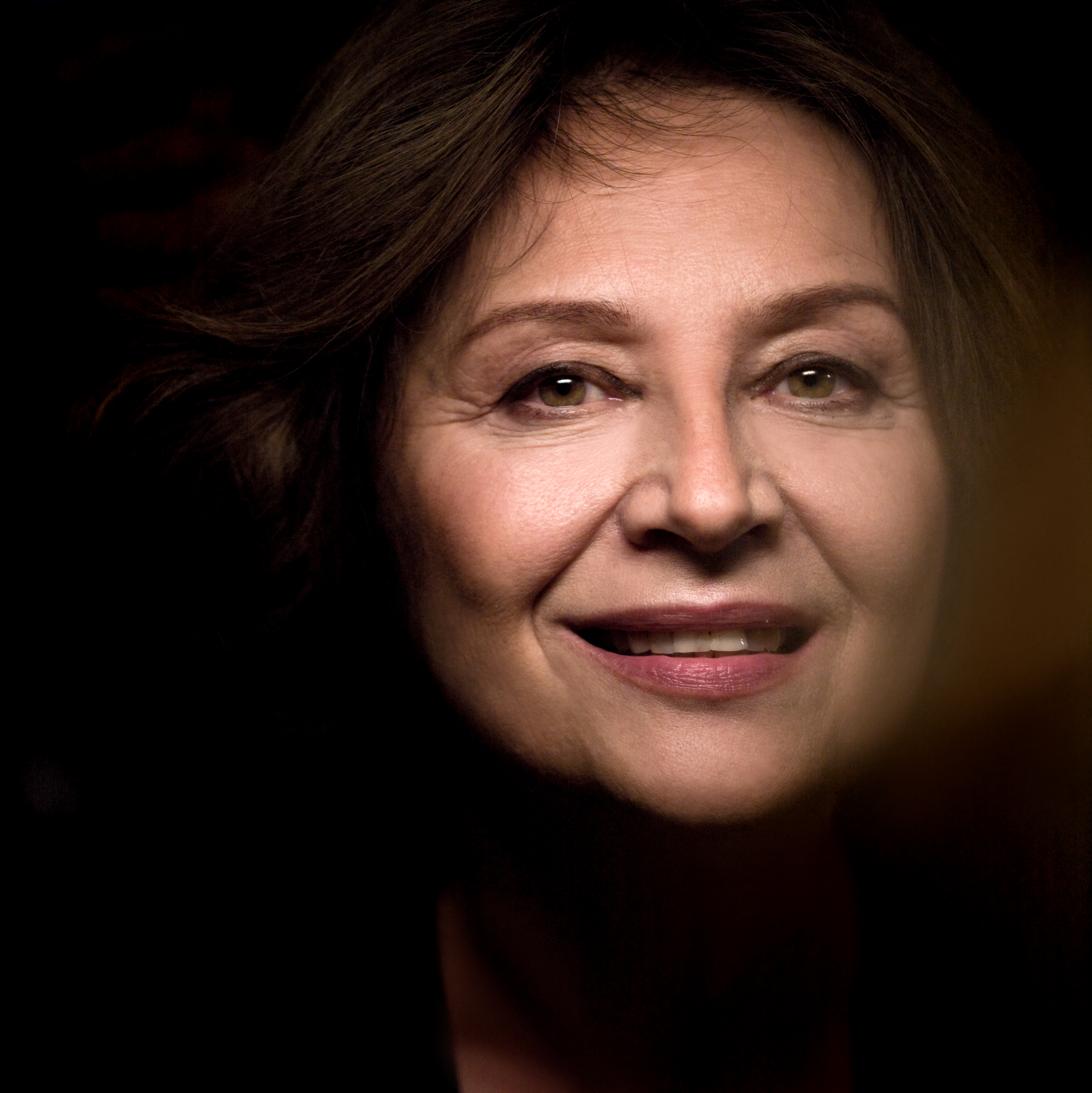
Emília Vášáryová (* 18. května)

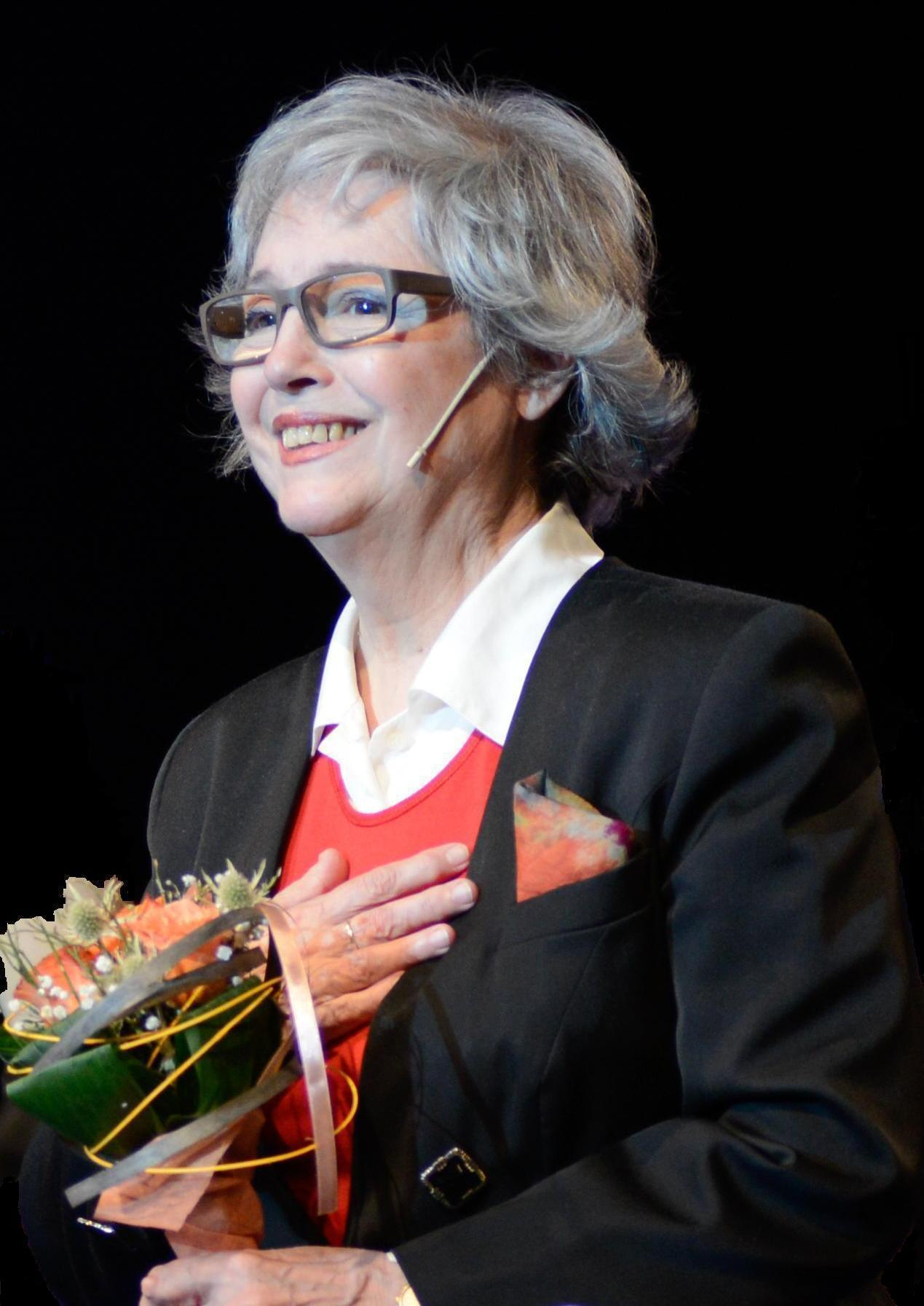
Božidara Turzonovová (* 28. května)

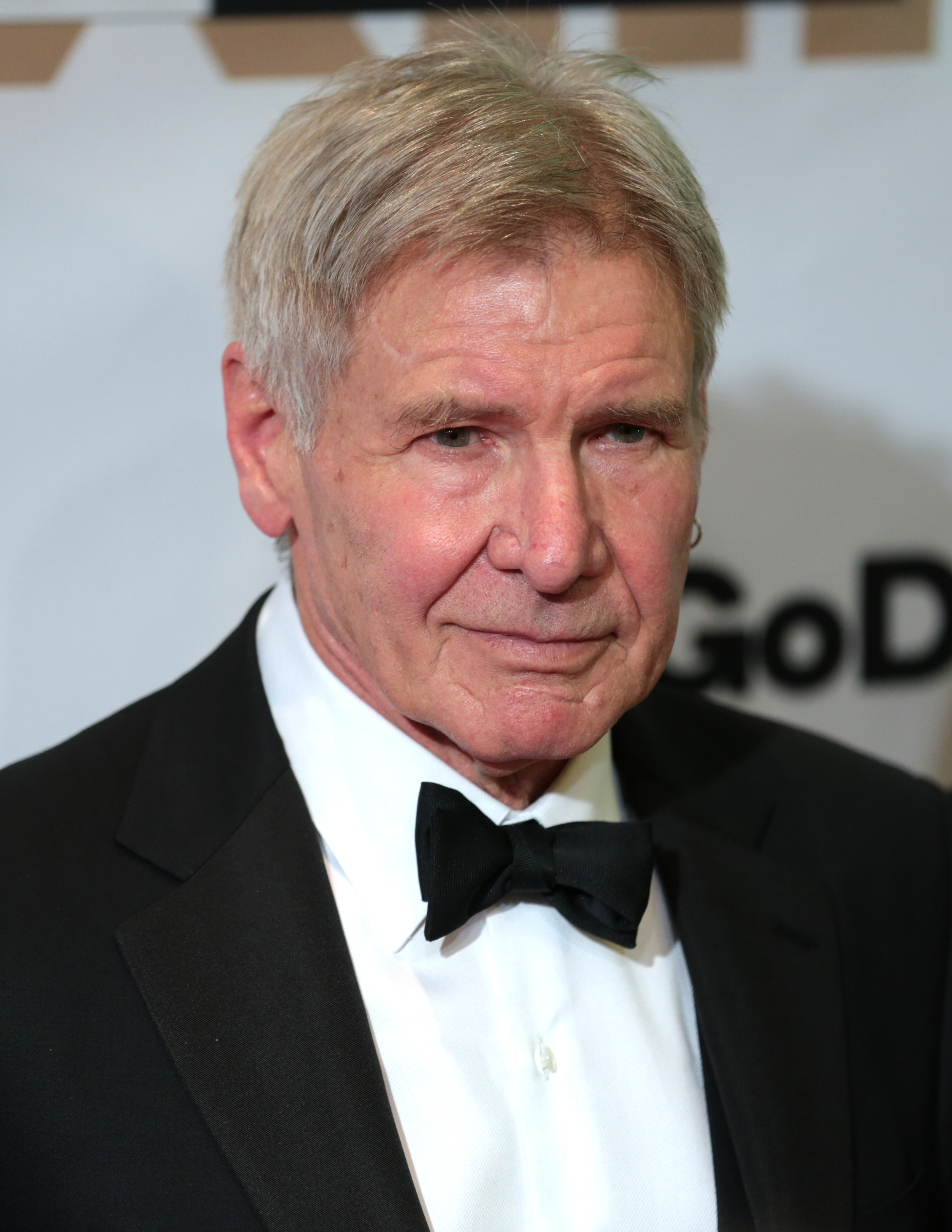
Harrison Ford (* 13. července)

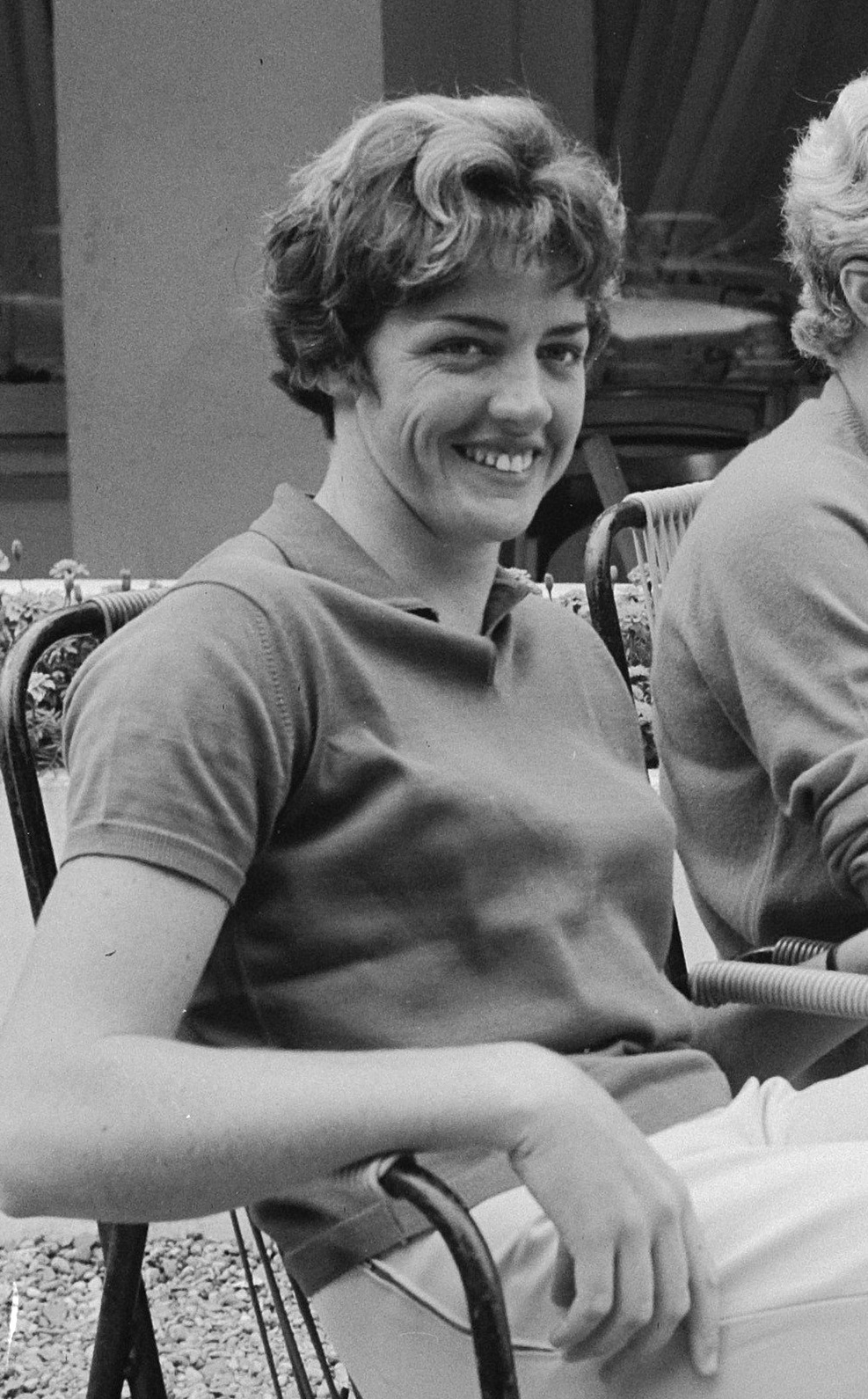
Margaret Courtová (* 16. července)

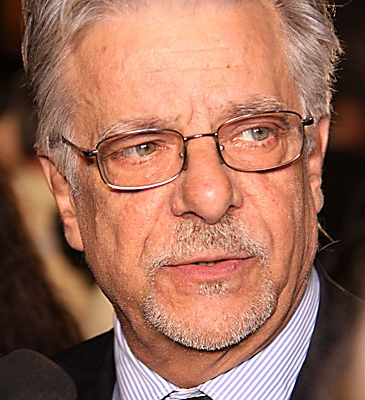
Giancarlo Giannini (* 1. srpna)

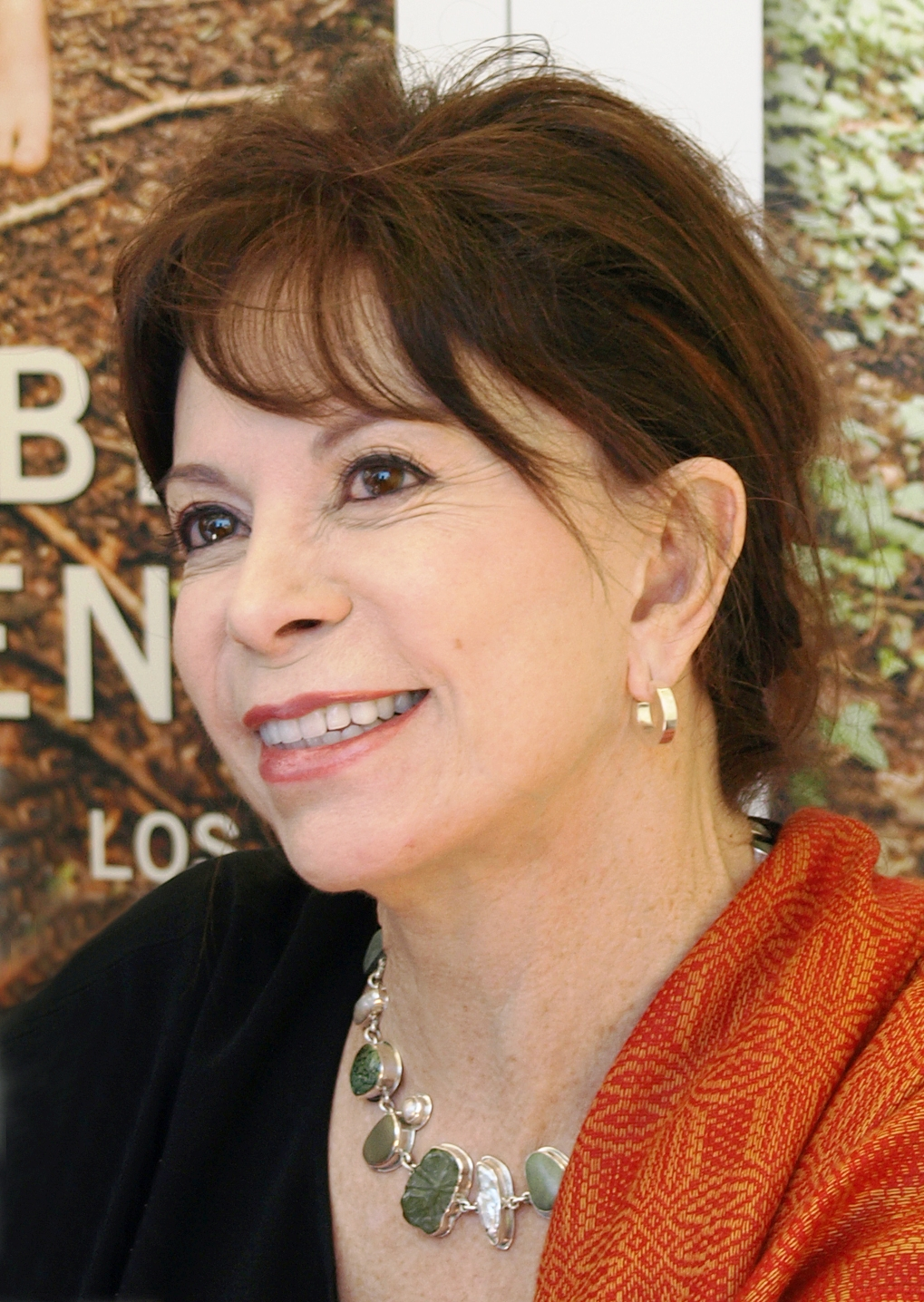
Isabel Allende (* 2. srpna)

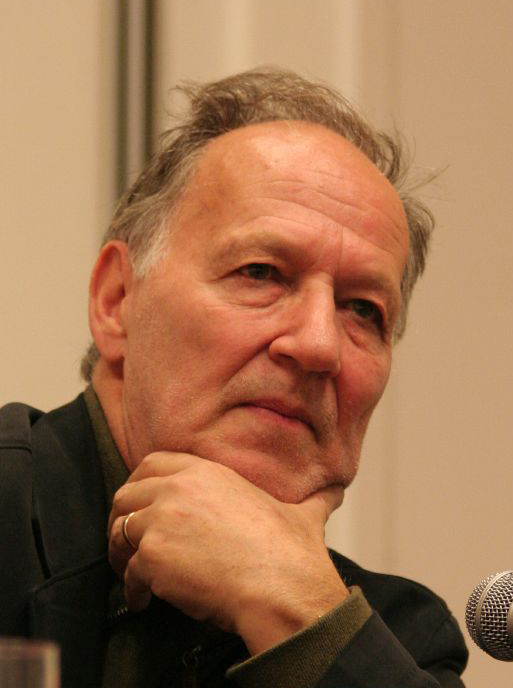
Werner Herzog (* 5. září)

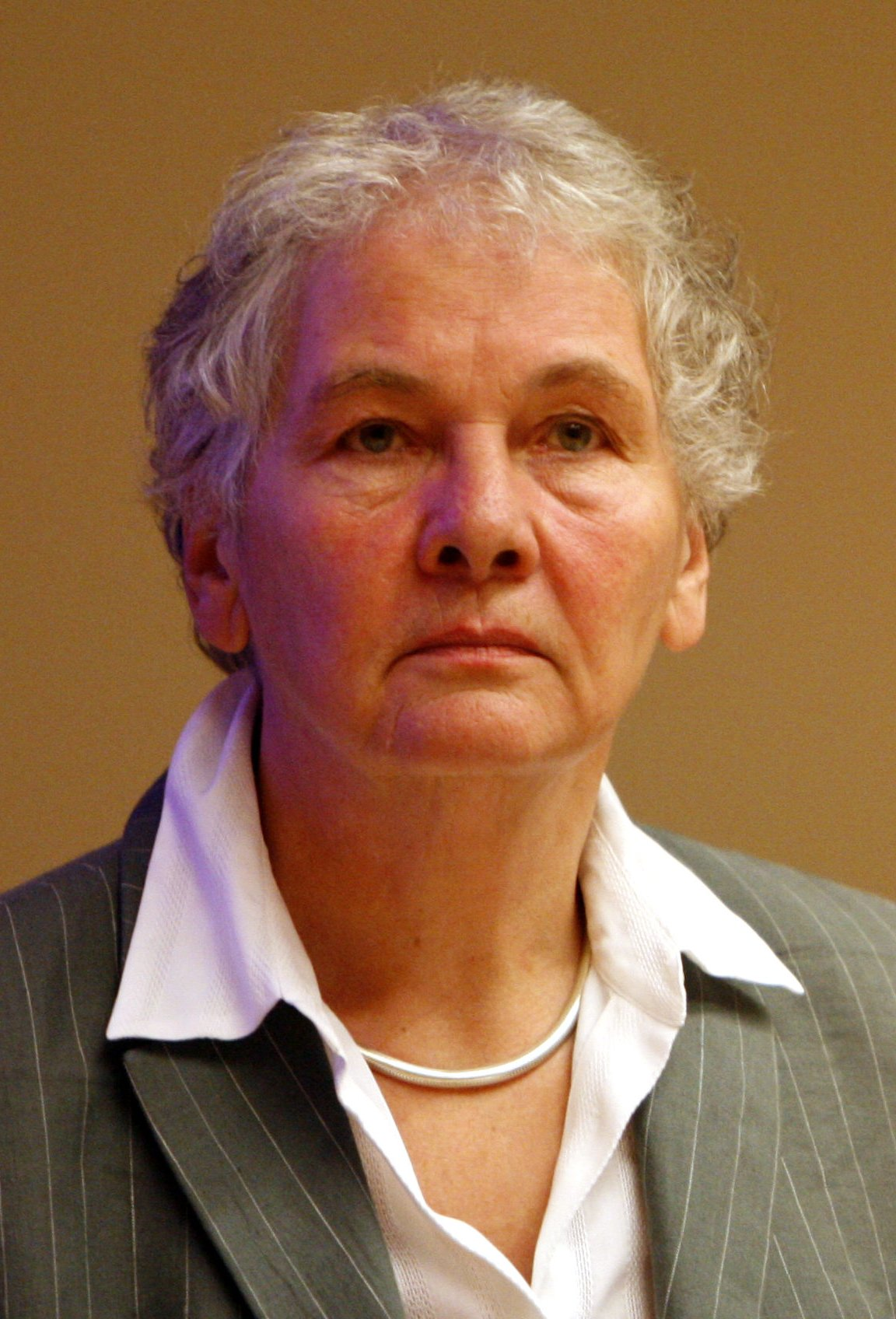
Christiane Nüssleinová-Volhardová (* 20. října)

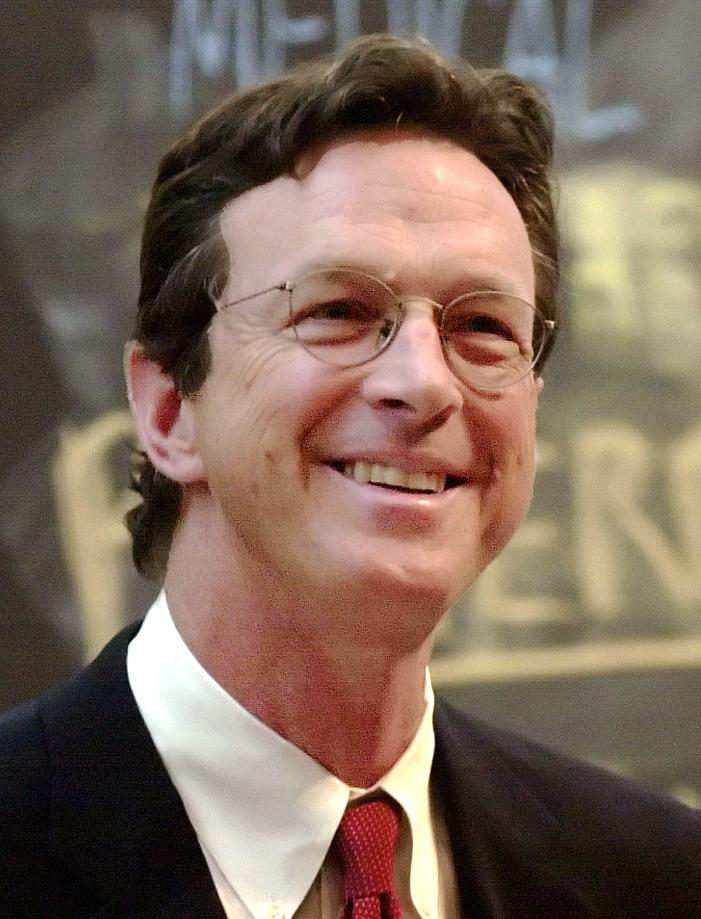
Michael Crichton (* 23. října)

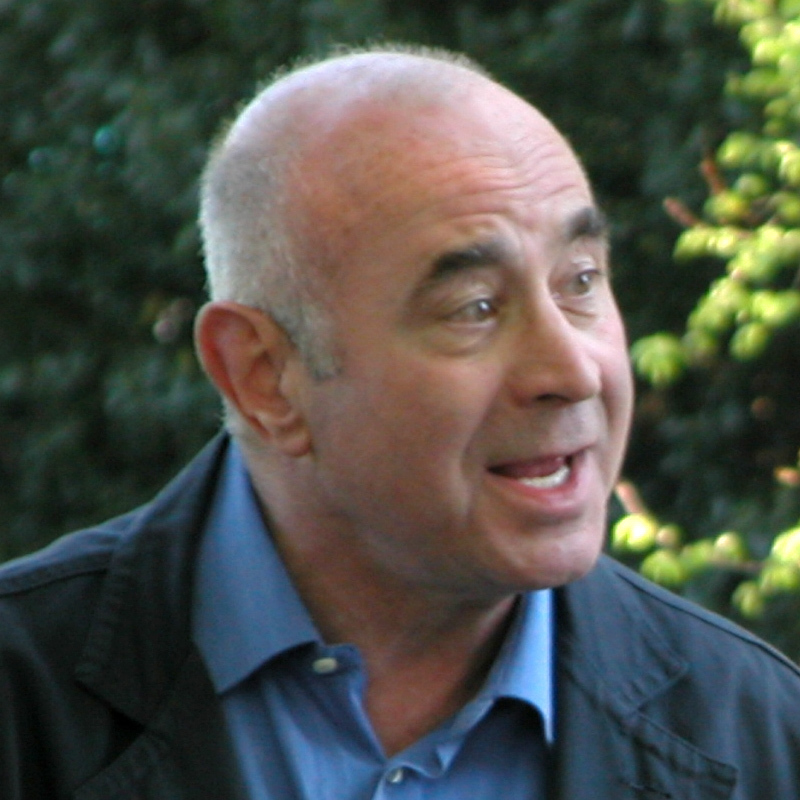
Bob Hoskins (* 26. října)

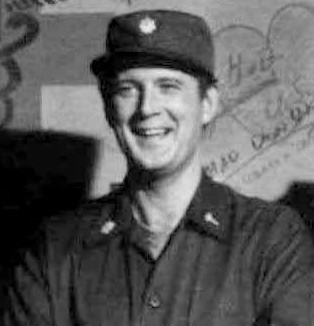
David Ogden Stiers (* 31. října)

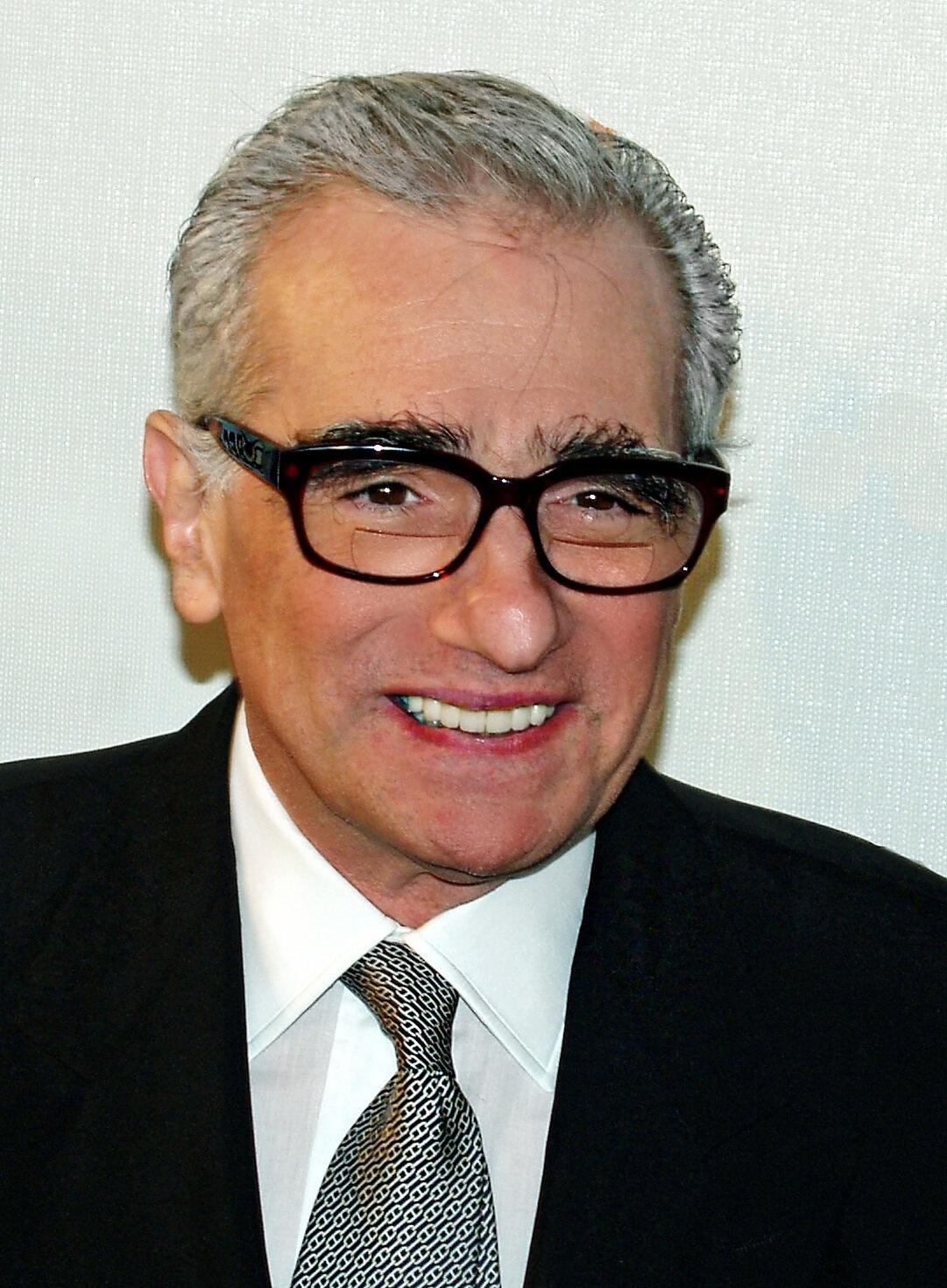
Martin Scorsese (* 17. listopadu)

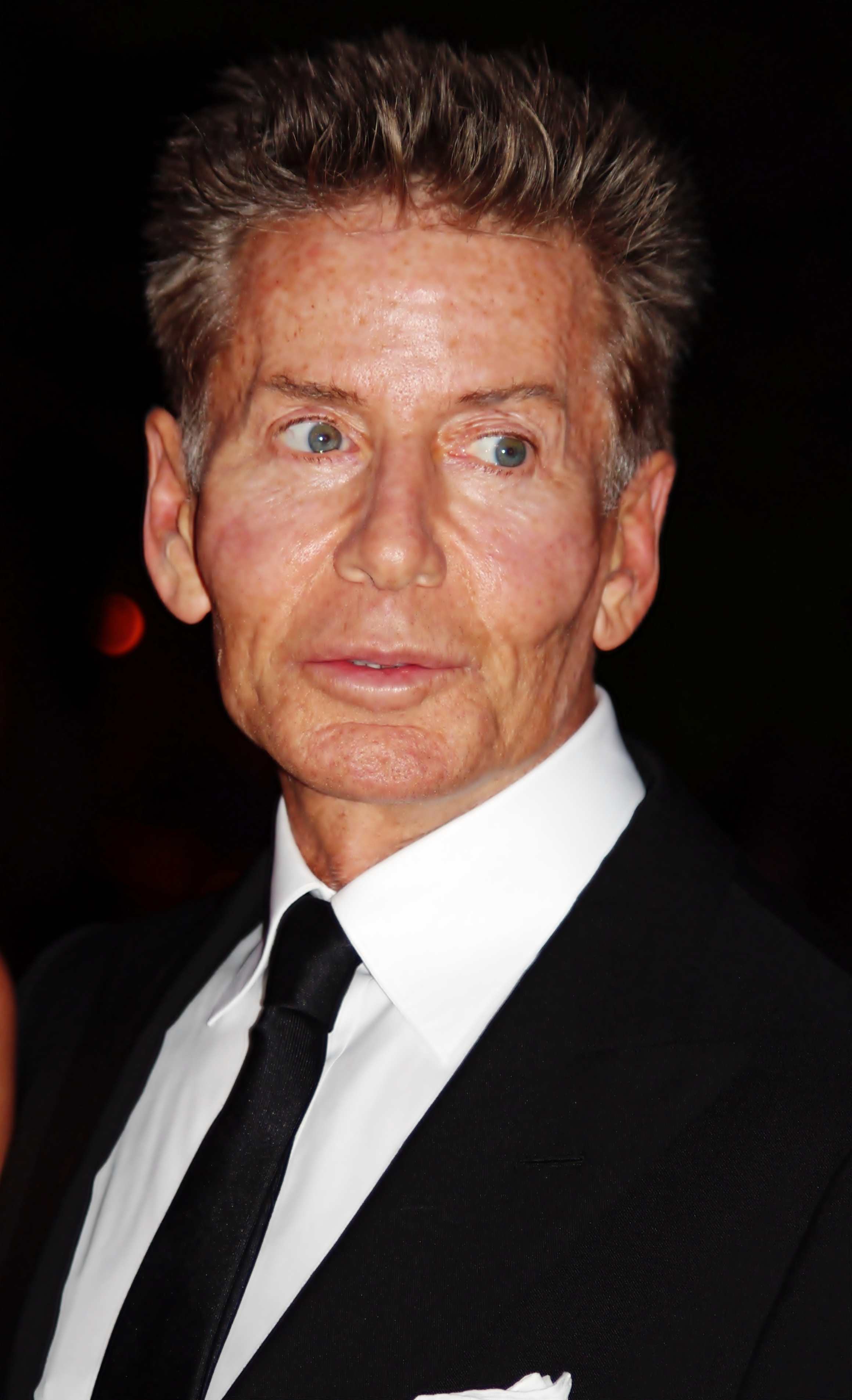
Calvin Klein (* 19. listopadu)

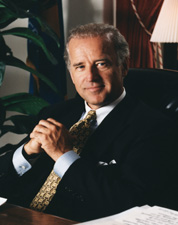
Joe Biden (*20. listopadu)

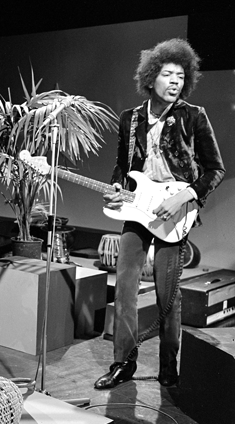
Jimi Hendrix (* 27. listopadu)

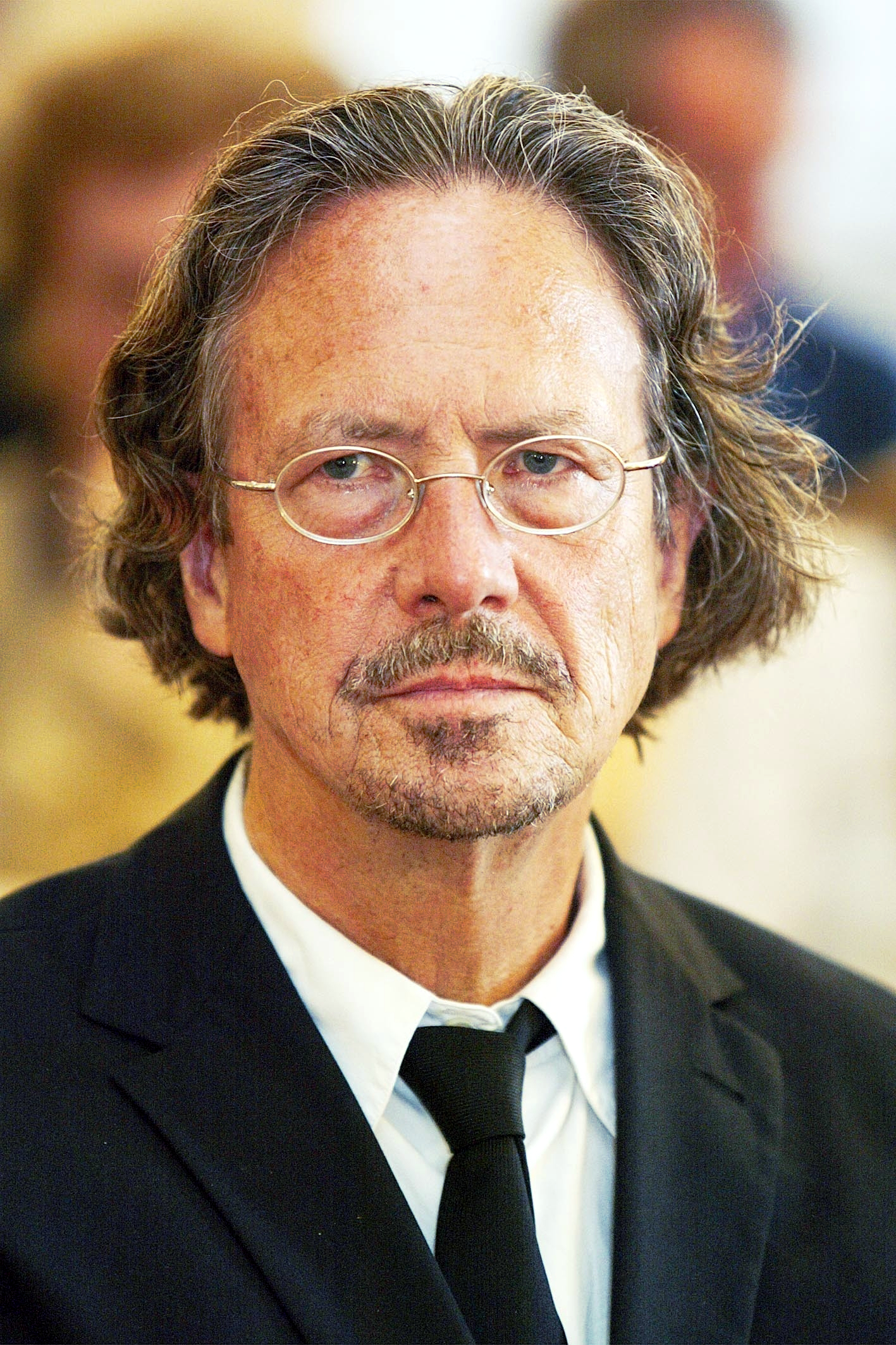
Peter Handke (* 6. prosince)

  - Country Joe McDonald, americký zpěvák a kytarista
  - Alassane Ouattara, prezident Pobřeží slonoviny
  - Gennadij Sarafanov, sovětský vojenský letec a kosmonaut († 29. září 2005)
- 02. ledna – Jevhen Rudakov, ukrajinský fotbalista († 21. prosince 2011)
- 03. ledna
  - Dušan Kováč, slovenský historik a spisovatel
  - László Sólyom, třetí prezident Maďarské republiky († 8. října 2023)
- 04. ledna – John McLaughlin, anglický kytarista a skladatel
- 05. ledna
  - Maurizio Pollini, italský klavírista († 23. března 2024)
  - Giorgi Arsenišvili, gruzínský vědec a politik († 17. listopadu 2010)
- 06. ledna – Roberto Peccei, italský fyzik († 1. června 2020)
- 07. ledna
  - Ricardo Ezzati Andrello, chilský kardinál
  - Jörg Lucke, německý veslař, olympijský vítěz
  - Danny Steinmann, americký filmový režisér († 18. prosince 2012)
  - Vasilij Alexejev, ruský vzpěrač, olympijský vítěz († 25. listopadu 2011)
  - Hellmut G. Haasis, německý historik, spisovatel a nakladatel († 23. února 2024)
- 08. ledna
  - Stephen Hawking, britský teoretický fyzik a vědec († 14. března 2018)
  - Džuničiró Koizumi, premiér Japonska
  - Vjačeslav Zudov, sovětský letec a kosmonaut († 12. června 2024)
- 10. ledna – Peter Zeman, slovenský novinář a politik
- 11. ledna
  - Joel Zwick, americký režisér
  - Clarence Clemons, americký saxofonista, zpěvák, hudební skladatel a herec († 18. června 2011)
- 13. ledna – Carol Clevelandová, britská komediální herečka
- 16. ledna – Richard Bohringer, francouzský herec senegalského původu
- 17. ledna – Muhammad Ali, americký boxer († 3. června 2016)
- 18. ledna – Martin Fierro, americký jazzový saxofonista, zpěvák, hudební skladatel († 13. března 2008)
- 19. ledna – Michael Crawford, anglický herec a zpěvák
- 20. ledna – David Rimmer, kanadský experimentální filmový režisér
- 21. ledna – Michael G. Wilson, americký producent a scenárista
- 25. ledna – Eusébio, portugalský fotbalista († 5. ledna 2014)
- 28. ledna – Sjoukje Dijkstrová, nizozemská krasobruslařka, olympijská vítězka
- 29. ledna – Arnaldo Tamayo Mendez, kubánský kosmonaut
- 30. ledna – Marty Balin, americký zpěvák a kytarista († 27. září 2018)
- 31. ledna – Daniela Bianchi, italská herečka
- 01. února – Terry Jones, velšský komik a režisér († 21. ledna 2020)
- 02. února
  - Graham Nash, britský zpěvák, kytarista a skladatel
  - James Blood Ulmer, americký bluesový a jazzový kytarista a zpěvák
- 04. února – Faruq Z. Bey, americký jazzový saxofonista a hudební skladatel († 1. června 2012)
- 09. února – Manuel Castells, španělský sociolog
- 12. února – Ehud Barak, izraelský politik, bývalý předseda vlády
- 13. února – Donald Williams, americký vojenský letec a kosmonaut († 23. února 2016)
- 14. února
  - Michael Bloomberg, starosta New Yorku
  - Andrew Robinson, americký herec
- 15. února
  - Glyn Johns, britský hudební producent, zvukař, hudebník
  - Alexandr Serebrov, sovětský kosmonaut († 12. listopadu 2013)
- 20. února – Phil Esposito, kanadský lední hokejista
- 23. února – Dioncounda Traoré, malijský prozatímní prezident
- 24. února
  - Paul Jones, britský zpěvák, harmonikář, herec a moderátor
  - Gayatri Chakravorty Spivak, indická literární kritička a teoretička
- 25. února – Bojan Radev, bulharský zápasník, dvojnásobný olympijský šampión
- 26. února
  - Yosuke Yamashita, japonský jazzový klavírista a hudební skladatel
  - Jozef Adamec, slovenský fotbalista,československý reprezentant a trenér († 24. prosince 2018)
- 27. února – Robert Grubbs, americký chemik, nositel Nobelovy ceny († 19. prosince 2021)
- 28. února
  - Oliviero Toscani, italský fotograf
  - Dino Zoff, italský fotbalový brankář a trenér
  - Brian Jones, kytarista kapely The Rolling Stones († 3. července 1969)
- 1. března – Michael Giles, britský bubeník
- 2. března
  - John Irving, americký spisovatel
  - Mír Hosejn Músáví, íránský reformní politik, malíř a architekt
  - Lou Reed, americký rockový zpěvák, multiinstrumentalista, skladatel, fotograf a herec († 27. října 2013)
- 03. března – Vladimir Kovaljonok, sovětský kosmonaut
- 05. března – Felipe González, španělský politik, předseda vlády
- 06. března – Světlana Gannuškinová, ruská matematička a lidskoprávní aktivistka
- 07. března – Hamilton Bohannon, americký perkusionista († 24. dubna 2020)
- 08. března
  - Ann Elizabeth Packerová, britská olympijská vítězka v běhu na 800 m
  - Ignacio Rodríguez-Iturbe, americký hydrolog
- 09. března – John Cale, velšský hudebník-multiinstrumentalista, zpěvák, skladatel a herec
- 11. března – Suzanne Cory, australská molekulární bioložka
- 12. března – Ratko Mladić, velitel bosenskosrbské armády Republiky srbské
- 13. března
  - Meic Stevens, velšský zpěvák, kytarista a textař
  - Scatman John, americký zpěvák († 3. prosince 1999)
- 14. března – Peter Galton, britský vertebrátní paleontolog
- 16. března – Danny Lyon, americký fotograf a filmař
- 21. března
  - Alí Abdalláh Sálih, prezident Jemenu († 4. prosince 2017)
  - Françoise Dorléac, francouzská filmová herečka († 26. června 1967)
  - Owain Arwel Hughes, velšský dirigent
- 23. března – Michael Haneke, rakouský filmový a divadelní režisér a filozof
- 24. března – Ján Zlocha, slovenský fotbalista, československý reprezentant († 1. července 2013)
- 25. března
  - Aretha Franklinová, americká zpěvačka, skladatelka a pianistka († 16. srpna 2018)
  - Michal Dočolomanský, slovenský herec, zpěvák, moderátor a imitátor († 26. srpna 2008)
- 26. března – Larry Butler, americký hudební producent, skladatel a hudebník († 20. ledna 2012)
- 27. března
  - John Sulston, anglický biolog, nositel Nobelovy ceny 2002 († 6. března 2018)
  - Michael York, britský herec
- 28. března
  - Daniel Dennett, americký filosof
  - Mike Newell, britský filmový a televizní režisér
  - Samuel Ramey, americký operní pěvec, bas
- 02. dubna – Leon Russell, americký zpěvák, pianista, kytarista a skladatel († 13. listopadu 2016)
- 05. dubna – Allan Clarke, britský zpěvák, kytarista a hráč na foukací harmoniku
- 07. dubna
  - Gualtiero Bassetti, italský kardinál
  - Sione Mafi Pahulu, tonžský ragbista († 2011)
- 08. dubna – Roger Chapman, anglický rockový zpěvák
- 10. dubna – Ian Callaghan, anglický fotbalista
- 11. dubna – Anatolij Berezovoj, letec z povolání, kosmonaut ze Saljutu 7 († 20. září 2014)
- 12. dubna
  - Carlos Reutemann, argentinský automobilový závodník
  - Jacob Zuma, prezident Jihoafrické republiky
- 13. dubna – Ricardo Blázquez Pérez, španělský kardinál
- 14. dubna
  - Valentin Lebeděv, sovětský kosmonaut
  - Valerij Brumel, sovětský výškař, olympijský vítěz († 26. ledna 2003)
- 17. dubna – David Bradley (herec), anglický herec
- 16. dubna – Dave Draper, americký kulturista, herec a spisovatel († 30. listopadu 2021)
- 18. dubna
  - Robert Christgau, americký esejista a hudební kritik
  - Jochen Rindt, německo-rakouský pilot Formule 1 († 5. září 1970)
- 19. dubna – Alan Price, anglický hudebník
- 20. dubna
  - Arto Paasilinna, finský spisovatel († 15. října 2018)
  - Viktor Suvorov, ruský vojenský historik
- 21. dubna – Alan Skidmore, britský saxofonista
- 22. dubna – Giorgio Agamben, italský filosof
- 24. dubna – Barbra Streisandová, americká zpěvačka, herečka, hudební skladatelka
- 25. dubna
  - Martin Monestier, francouzský novinář a spisovatel literatury faktu
  - John O'Sullivan, britský politický komentátor, novinář a spisovatel
- 26. dubna – Svjatoslav Belza, ruský spisovatel, literární a hudební vědec a kritik († 3. června 2014)
- 27. dubna
  - Jim Keltner, americký bubeník
  - Valerij Poljakov, ruský kosmonaut († 7. září 2022)
- 01. května – Václav Furmánek, slovenský archeolog
- 02. května – Jacques Rogge, předseda Mezinárodního olympijského výboru († 29. srpna 2021)
- 05. května
  - Marc Alaimo, americký herec
  - Peter Greenaway, britský filmový režisér
  - Tammy Wynette, americká zpěvačka a skladatelka († 6. dubna 1998)
- 08. května – Jim Sherwood, americký saxofonista, zpěvák († 25. prosince 2011)
- 10. května – Kveta Stražanová, slovenská herečka
- 12. květen – Ian Dury, anglický rock and rollový zpěvák († 27. březen 2000)
- 13. května
  - Vladimir Džanibekov, sovětský vojenský letec a kosmonaut
  - Pál Schmitt, maďarský dvojnásobný olympijský vítěz v šermu, politik, prezident Maďarska
- 15. května – Anthony Wayne England, americký astronaut
- 16. května – Graciela Iturbide, mexická fotografka
- 17. května – Taj Mahal, americký bluesový kytarista a zpěvák
- 18. května – Emília Vášáryová, slovenská herečka
- 19. května – Gary Kildall, americký počítačový vědec († 11. července 1994)
- 20. května – Lynn Davies, britský atlet, olympijský vítěz ve skoku do dálky
- 21. května – Robert Clyde Springer, americký vojenský letec a kosmonaut
- 22. května – Theodore Kaczynski, americký matematik, anarchista a terorista (Unabomber) († 10. června 2023)
- 23. května – Christian Frémont, francouzský zástupce v Andoře
- 24. května – Richard M. Daley, americký politik, starosta Chicaga
- 25. května – Brian Davison, britský bubeník († 15. dubna 2008)
- 26. května – Dušan Grúň, slovenský zpěvák († 22. dubna 2024)
- 28. května
  - Stanley B. Prusiner, americký profesor neurologie a biochemie, Nobelova cena 1997
  - Božidara Turzonovová, slovenská herečka
- 30. května – Jim Murray, americký kytarista a hráč na foukací harmoniku († 1. března 2013)
- 02. června – Tony Buzan, anglický autor a výchovný poradce († 13. dubna 2019)
- 03. června
  - Jean-Louis Bertuccelli, francouzský filmový režisér († 6. března 2014)
  - Curtis Mayfield, americký zpěvák a kytarista († 26. prosince 1999)
- 06. června – Norberto Rivera Carrera, mexický kardinál
- 07. června
  - Dennis Meadows, americký ekonom, prognostik a futurolog
  - Muammar Kaddáfí, vládce Libye († 20. října 2011)
- 08. června – Chuck Negron, americký zpěvák a skladatel
- 14. června – Mila Haugová, slovenská básnířka a překladatelka
- 15. června
  - Françoise Huguier, francouzská fotografka
  - Peter Norman, australský atlet († 2006)
- 16. června – Giacomo Agostini, italský motocyklový závodník
- 17. června
  - Muhammad Baradej, generální ředitel Mezinárodní agentury pro atomovou energii
  - Dogu Perincek, turecký právník
- 18. června
  - Thabo Mbeki, prezident Jihoafrické republiky
  - Paul McCartney, britský hudebník, zpěvák a skladatel
  - Roger Ebert, americký filmový kritik a scenárista († 4. dubna 2013)
- 20. června – Brian Wilson, americký hudebník
- 22. června
  - Huw Ceredig, velšský herec († 16. srpna 2011)
  - Tojohiro Akijama, japonský novinář a kosmonaut
- 23. června – Martin Rees, britský kosmolog a astrofyzik
- 24. června
  - Arthur Brown, anglický rock and rollový hudebník
  - Aschal Achmat-Chuža, baškirský básník († 8. listopadu 2018)
- 25. června – Joe Chambers, americký bubeník, pianista, hráč na vibrafon a skladatel
- 26. června
  - Gilberto Gil, brazilský zpěvák, kytarista, skladatel, textař a politik
  - Larry Taylor, americký baskytarista a kytarista († 19. srpna 2019)
- 27. června
  - Karel Bartošík, britský zlatník a šperkař českého původu
  - Bruce Johnston, americký zpěvák
- 02. července – Vicente Fox, prezident Mexika
- 03. července
  - Lonnie Smith, americký jazzový varhaník († 28. září 2021)
  - Frank Boldt, německý historik a slavista, překladatel, pedagog († 3. října 2006)
- 10. července
  - Pjotr Klimuk, vojenský letec a sovětský kosmonaut
  - Sixto Rodriguez, americký folkrockový hudebník mexického původu († 8. srpna 2023)
  - Ronnie James Dio, americký metalový zpěvák († 16. května 2010)
- 13. července
  - Harrison Ford, americký filmový herec
  - Roger McGuinn, americký zpěvák a kytarista
- 14. července – Javier Solana, španělský politik, bývalý generální tajemník NATO
- 16. července – Margaret Courtová, australská tenistka
- 17. července – Zoot Money, britský zpěvák, klávesista, skladatel a herec
- 18. července
  - Roger Cecil, velšský malíř († 22. února 2015)
  - Giacinto Facchetti, italský fotbalista a fotbalový funkcionář († 4. září 2006)
- 22. července – Peter Habeler, rakouský horolezec
- 26. července – Vladimír Mečiar, slovenský politik a bývalý premiér
- 28. července – Valdis Birkavs, premiér Lotyšska
- 01. srpna – Giancarlo Giannini, italský herec
- 02. srpna
  - Isabel Allende, chilská spisovatelka
  - Vladimír Dzurilla, slovenský a československý hokejový brankář a trenér († 27. července 1995)
- 04. srpna – Don S. Davis, americký voják a herec († 29. června 2008)
- 05. srpna – Igor Luther, slovenský filmový kameraman († 7. června 2020)
- 06. srpna – Byard Lancaster, americký jazzový saxofonista († 23. srpna 2012)
- 07. srpna
  - Tobin Bell, americký herec
  - B. J. Thomas, americký country-popový zpěvák († 29. května 2021)
- 09. srpna – Jack DeJohnette, americký jazzový bubeník, klavírista a hudební skladatel
- 11. srpna
  - Laurel Goodwinová, americká herečka
  - Mike Hugg, anglický hudebník a skladatel
- 12. srpna – Martin Seligman, americký psycholog
- 13. srpna – Robert Lee Stewart, americký vojenský letec a kosmonaut
- 17. srpna
  - Jerrold Eldon Marsden, kanadský matematik
  - John Tyrrell, britský muzikolog.
  - Muslim Magomajev, ázerbájdžánský a ruský zpěvák populární hudby († 25. října 2008)
- 19. srpna
  - Ray Cooper, britský bubeník a perkusionista
  - Fred Thompson, americký politik, právník, lobbista a herec
- 20. srpna
  - Bernd Kannenberg, německý olympijský vítěz v chůzi na 50 km z roku 1972 († 13. ledna 2021)
  - Isaac Hayes, americký zpěvák, hráč na klávesové nástroje, skladatel a herec († 10. srpna 2008)
- 21. srpna
  - Thomas Cavalier-Smith, britský profesor evoluční biologie († 19. března 2021)
  - Maria Kaczyńska, manželka polského prezidenta Lecha Kaczyńského († 10. dubna 2010)
- 23. srpna – Nancy Richeyová, americká profesionální tenistka
- 26. srpna – John Blaha, americký astronaut českého původu
- 27. srpna – Chip Douglas, americký baskytarista, kytarista, klávesista, hudební skladatel
- 28. srpna
  - José Eduardo dos Santos, angolský politik, druhý prezident Angoly
  - Jorge Liberato Urosa Savino, venezuelský kardinál
- 29. srpna – Sterling Morrison, americký hudebník († 30. srpna 1995)
- 31. srpna – George Kuchar, americký filmový režisér a herec († 6. září 2011)
- 01. září – C. J. Cherryh, americká autorka science fiction a fantasy
- 03. září – Al Jardine, americký zpěvák, kytarista
- 05. září – Werner Herzog, německý filmový a operní režisér, scenárista a herec
- 06. září – Dave Bargeron, americký hráč na tubu a pozoun
- 09. září – Ondrej Lenárd, slovenský dirigent
- 15. září
  - Wen Ťia-pao, předseda vlády Čínské lidové republiky
  - Lee Dorman, americký baskytarista († 21. prosince 2012)
- 18. září – Wolfgang Schäuble, spolkový ministr financí († 26. prosince 2023)
- 19. září
  - J. Gordon Melton, americký religionista
  - Jevhen Stankovyč, ukrajinský skladatel
- 22. září
  - Rubén Salazar Gómez, kolumbijský kardinál
  - Anton Straka, slovenský spisovatel a básník († 17. března 2012)
  - Mike Patto, anglický hudebník († 4. března 1979)
- 26. září
  - Ingrid Beckerová, německá pětibojařka
  - Yoshihiro Sakata, japonský ragbista
- 27. září – Dith Pran, kambodžský novinář a reportážní fotograf († 30. března 2008)
- 28. září – Pierre Clémenti, francouzský herec a režisér († 27. prosince 1999)
- 29. září
  - Jean-Luc Ponty, francouzský jazzový houslista a hudební skladatel
  - Yves Rénier, francouzský herec († 24. dubna 2021)
- 30. září
  - Mike Harrison, anglický hudebník († 25. března 2018)
  - Frankie Lymon, afroamerický rock'n'rollový zpěvák a skladatel († 27. února 1968)
- 01. října
  - Iradj Azimi, francouzský režisér a scenárista
  - Giuseppe Bertello, italský kardinál
- 04. října – Jóhanna Sigurðardóttir, islandská premiérka
- 06. října – Britt Ekland, švédská herečka
- 10. října – Radu Vasile, rumunský politik, historik a básník († 3. července 2013)
- 11. října – Volodymyr Javorivskyj, ukrajinský spisovatel a politik († 16. dubna 2021)
- 12. října – Daliah Laviová, izraelská herečka a zpěvačka († 3. května 2017)
- 13. října – Gordon White, britský politolog a sinolog († 1. dubna 1998)
- 14. října – Péter Nádas, maďarský spisovatel
- 15. října
  - Grigorij Stěpanovič Marakuca, předseda Nejvyššího sovětu Podněsterské moldavské republiky
  - Éric Charden, francouzský zpěvák († 29. dubna 2012)
- 16. října – Jan Novák, československý dálkový plavec slovenské národnosti a politik
- 18. října – Gianfranco Ravasi, italský kardinál
- 19. října – Péter Medgyessy, premiér Maďarské republiky
- 20. října – Christiane Nüssleinová-Volhardová, německá bioložka, Nobelova cena za fyziologii a medicínu 1995
- 21. října – Christopher A. Sims, americký ekonom, Nobelova cena 2011
- 23. října – Michael Crichton, americký spisovatel a scenárista († 4. listopadu 2008)
- 26. října – Bob Hoskins, anglický herec († 29. dubna 2014)
- 28. října – Kees Verkerk, nizozemský rychlobruslař, olympijský vítěz
- 29. října – Bob Ross, americký malíř, moderátor televizního pořadu The Joy of Painting
- 31. října
  - Daniel Roth, francouzský varhaník, skladatel a pedagog
  - David Ogden Stiers, americký herec a hudebník († 3. března 2018)
- 01. listopadu
  - Larry Flynt, americký vydavatel
  - Marcia Wallaceová, americká herečka († 25. října 2013)
- 02. listopadu – Eva Kostolányiová, slovenská zpěvačka, tanečnice a herečka († 3. října 1975)
- 05. listopadu – Irena Řecká a Dánská, dcera řeckého krále Pavla I. Řeckého
- 07. listopadu – André Vingt-Trois, francouzský kardinál
- 08. listopadu – Sandro Mazzola, italský fotbalista
- 10. listopadu
  - Robert F. Engle, americký ekonom, Nobelova cena 2003
  - Greg Lake, britský hudebník, zpěvák, producent a skladatel († 7. prosince 2016)
- 12. listopadu – Leif Holmqvist, švédský hokejový brankář
- 13. listopadu – John P. Hammond, americký bluesový zpěvák, kytarista
- 15. listopadu – Daniel Barenboim, argentinsko-izraelsko-španělský pianista a dirigent
- 17. listopadu – Martin Scorsese, americký režisér, herec, scenárista a pedagog
- 19. listopadu – Calvin Klein, americký módní návrhář
- 20. listopadu
  - Joe Biden, 47. viceprezident/46. president USA
  - Norman Greenbaum, americký písničkář
  - Daniel A. Helminiak, americký spisovatel, katolický kněz, teolog a psycholog
- 21. listopadu – Brigitte Blobel, německá novinářka a spisovatelka
- 22. listopadu
  - Guion Bluford, první americký astronaut tmavé pleti
  - Ruslan Chasbulatov, ruský ekonom a politik († 3. ledna 2023)
- 24. listopadu – Billy Connolly, britský komik, hudebník a herec
- 25. listopadu – Rosa von Praunheim, německý filmový režisér
- 27. listopadu
  - Manolo Blahnik, španělský módní návrhář
  - Henry Carr, americký sprinter, dvojnásobný olympijský vítěz († 29. května 2015)
  - Jimi Hendrix, americký kytarista, zpěvák a skladatel († 18. září 1970)
- 30. listopadu – Oberon Zell-Ravenheart, zakladatel Církve všech světů
- prosinec – Raghu Rai, indický fotograf
- 01. prosince – András Pályi, maďarský spisovatel, překladatel a kritik
- 3. prosince – Mike Gibson, irský ragbista
- 06. prosince
  - Peter Handke, rakouský spisovatel, básník, dramatik a překladatel
  - Robb Royer, americký kytarista, klávesista a skladatel
- 09. prosince – Billy Bremner, skotský fotbalista († 7. prosince 1997)
- 11. prosince – Karen Susmanová, americká tenistka, wimbledonská vítězka
- 14. prosince – Dick Wagner, americký rockový kytarista a zpěvák († 30. července 2014)
- 15. prosince – Dave Clark, anglický hudebník, skladatel a producent
- 17. prosince
  - Tibor Šagát, slovenský lékař a ministr zdravotnictví
  - Gide'on Gechtman, izraelský umělec, fotograf a sochař († 27. listopadu 2008)
  - Toni Iordache, rumunský romský cimbalista († 1988)
  - Paul Butterfield, americký bluesový zpěvák a hráč foukací harmoniku († 4. května 1987)
  - Muhammadu Buhari, nigerijský prezident
- 19. prosince
  - Milan Milutinović, prezident Srbska († 2. července 2023)
  - Cornell Dupree, americký jazzový a R&B kytarista († 8. května 2011)
- 20. prosince
  - Pete Levin, americký hudebník a hudební skladatel
  - Jean-Claude Trichet, prezident Evropské centrální banky
  - Larry Willis, americký jazzový, rockový a avantgardní pianista a skladatel († 29. září 2019)
  - Bob Hayes, americký sprinter, dvojnásobný olympijský vítěz († 18. září 2002)
- 21. prosince – Chu Ťin-tchao, prezident Čínské lidové republiky
- 22. prosince – Dick Parry, britský saxofonista
- 23. prosince – Quentin Bryceová, generální guvernérka Austrálie
- 25. prosince – Barry Goldberg, americký hudebník († 22. ledna 2025)
- 26. prosince – Rob de Nijs, nizozemský zpěvák a herec
- 27. prosince – Mike Heron, skotský zpěvák, kytarista a multiinstrumentalista
- 29. prosince
  - Óscar Andrés Rodríguez Maradiaga, honduraský kardinál
  - Rick Danko, kanadský hudebník, skladatel, zpěvák, herec († 10. prosince 1999)
  - Cordula Trantow, německá herečka a režisérka
- 30. prosince
  - Vladimir Bukovskij, ruský politický aktivista, neurofyziolog a spisovatel († 27. října 2019)
  - Michael Nesmith, americký rockový zpěvák, hudebník, skladatel a herec
  - Janko Prunk, slovinský historik a politik
  - Robert Quine, americký rockový kytarista († 31. května 2004)
- 31. prosince – Andy Summers, britský kytarista

## Úmrtí

### Česko

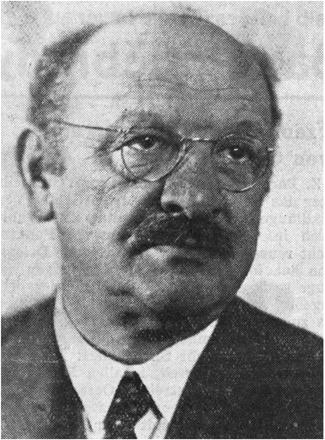
Oskar Fischer († 28. února)

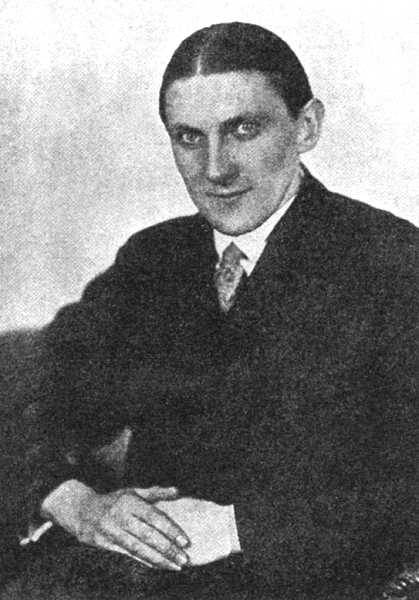
Jindřich Štyrský († 21. března)

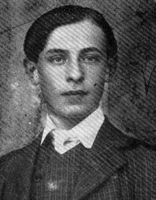
Vladislav Vančura († 1. června)

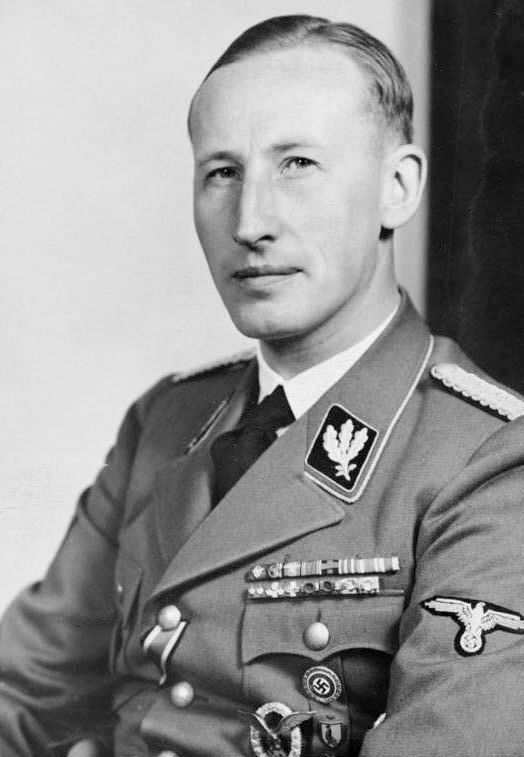
Reinhard Heydrich († 4. června)

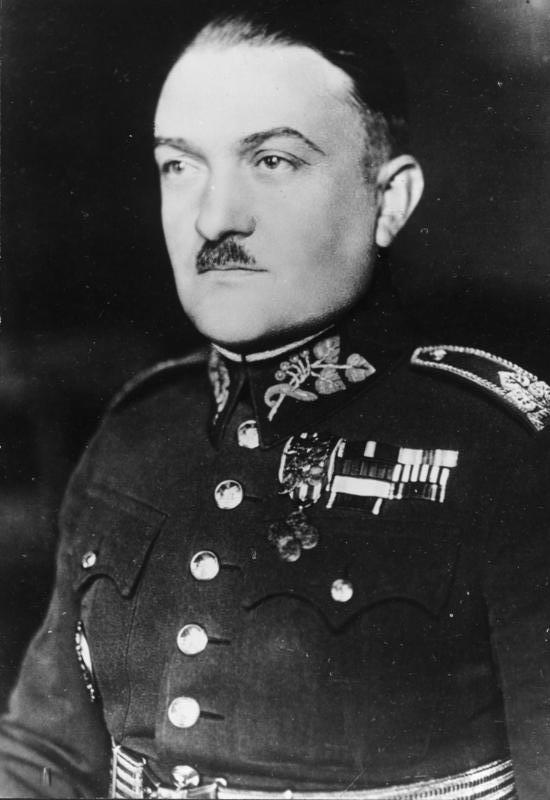
Alois Eliáš († 19. června)

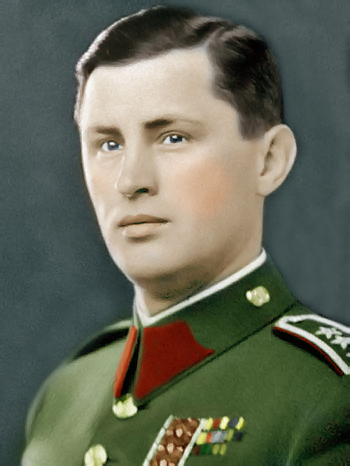
Josef Mašín († 30. června)

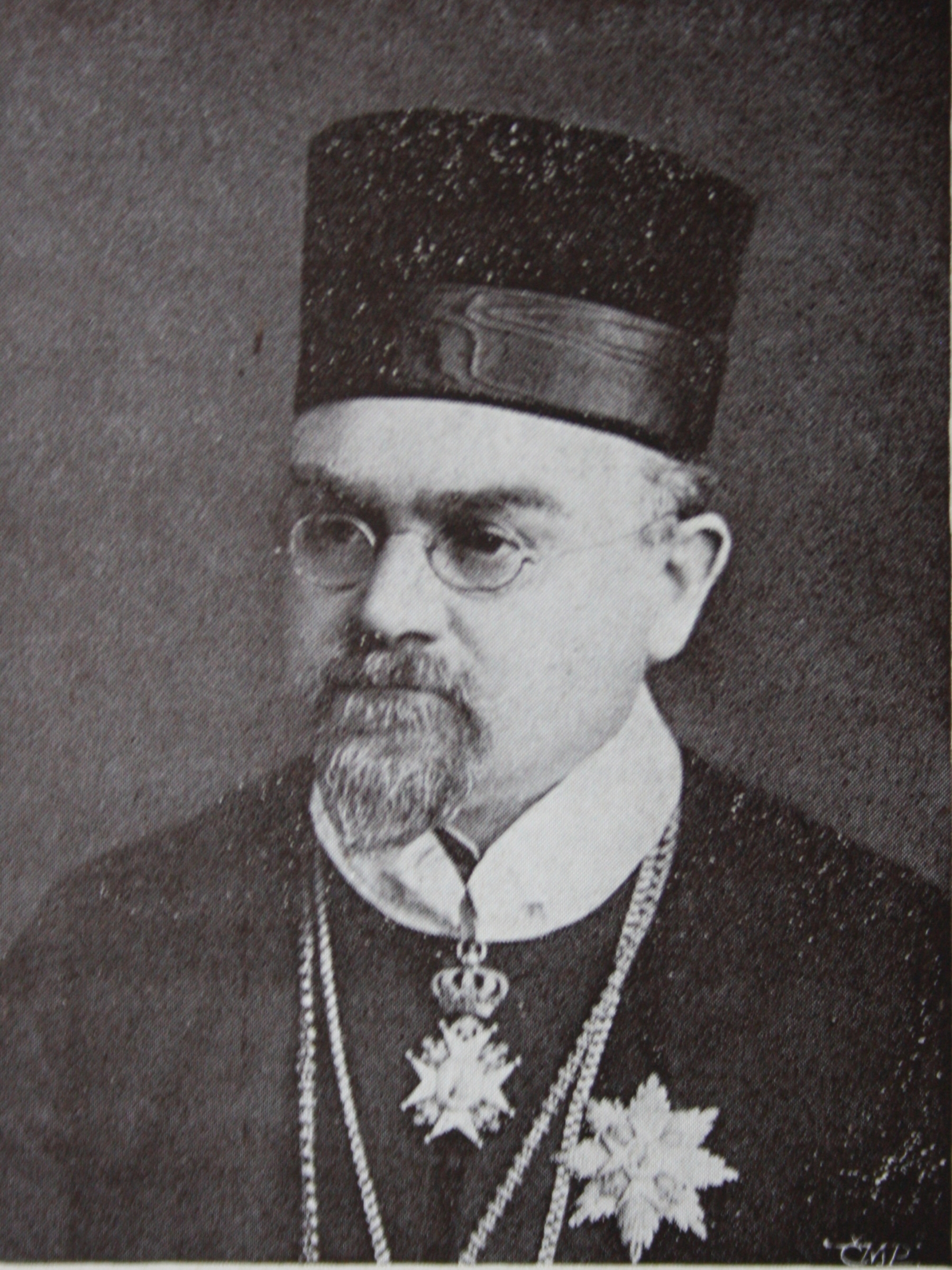
Gorazd II. († 4. září)

- 06. ledna – Jiří Verner, chirurg a dramatik (* 25. dubna 1905)
- 08. ledna – Josef Vyvlečka, kněz, papežský prelát, umělecký historik (* 15. srpna 1861)
- 25. ledna – František Hummelhans, československý politik (* 5. prosince 1873)
- 29. ledna – Hieronymus Schlossnikel, československý politik německé národnosti (* 21. října 1868)
- 06. února – František Mareš, fyziolog, filozof, rektor Univerzity Karlovy (* 20. října 1857)
- 09. února – Gustav Adolf Procházka, patriarcha Církve československé husitské (* 11. března 1872)
- 10. února
  - Bohumil Benoni, operní pěvec – barytonista (* 25. února 1862)
  - Jaroslav Kallab, právník, rektor Masarykovy univerzity (* 24. června 1879)
- 18. února – Dobroslav Orel, hudební vědec (* 15. prosince 1870)
- 28. února – Oskar Fischer, psychiatr a neuropatolog (* 12. dubna 1876)
- 06. března – Ladislav Moulík, tělovýchovný pracovník a člen sokola, účastník druhého odboje (* 28. června 1892)
- 14. března – Karel Weinfurter, překladatel, spisovatel, mystik a okultista (* 27. května 1867)
- 17. března
  - Emil Hula, publicista a sběratel lidových písní (* 4. září 1883)
  - Josef Svatopluk Machar, spisovatel a politik (* 29. února 1864)
- 21. března
  - Jindřich Štyrský, malíř (* 11. srpna 1899)
  - Václav Morávek, voják a bojovník proti nacismu (* 8. srpna 1904)
- 24. března – František Vahala, architekt a výtvarník (* 3. července 1881)
- 01. dubna – Ivan Kolařík, voják a příslušník výsadku Out Distance (* 22. března 1920)
- 12. dubna – Bedřich Jahn, advokát a divadelní ředitel (* 8. března 1876)
- 13. dubna – Julius Morman, hudební skladatel (* 16. dubna 1877)
- 30. dubna – Arnošt Mikš, zahraniční voják, výsadkář (* 27. července 1913)
- 03. května – Bohuslav Kouba, příslušník výsadku Bioscop (* 7. července 1911)
- 05. května – František Kleiner, čs. legionář, kladenský profesor a starosta sokola (* 7. prosince 1886)
- 12. května – Emanuel Rádl, biolog a filosof (* 21. prosince 1873)
- 16. května – Alois Wachsman, malíř, scénograf a architekt (* 14. května 1898)
- 22. května – Václav Choc, poslanec Říšské rady, publicista a právník (* 23. září 1860)
- 23. května – Adolf Zdrazila, slezský malíř (* 8. prosince 1868)
- 24. května – Čeněk Habart, spisovatel, kronikář, fotograf (* 21. září 1863)
- 01. června
  - popraven Vladislav Vančura, spisovatel (* 23. června 1891)
  - Viktor Felber, profesor technické mechaniky a termomechaniky, rektor ČVUT (* 11. října 1880)
- 2. června – Jan Charbula, pravoslavný novomučedník z období nacismu (* 14. června 1876)
- 03. června
  - Karel Chochola, architekt (* 30. září 1893)
  - František Josef Čečetka, spisovatel (* 23. dubna 1871)
- 04. června
  - Oldřich Hujer, lingvista a indoevropeista (* 25. listopadu 1880)
  - Reinhard Heydrich, říšský protektor v Čechách a Moravě (* 7. března 1904)
- 05. června
  - Bohumil Baxa, československý ústavní právník a politik (* 27. července 1874)
  - Felix Neumann, ostravský architekt (* 10. září 1860)
- 06. června – Jaroslav Fabinger, fotograf (* ? 1899)
- 09. června – Jan Auerhan, právník a statistik (* 2. září 1880)
- 10. června – Josef Štemberka, lidický kněz (* 2. února 1869)
- 15. června – Jan Zika, politik a protinacistický bojovník (* 21. listopadu 1902)
- 16. června – Karel Pařík, architekt (* 4. července 1857)
- 17. června
  - Jan Zelenka-Hajský, starosta sokolské župy, bojovník proti nacismu (* 3. března 1895)
  - Marie Moravcová, členka Dobrovolných sester Československého červeného kříže a protinacistického odboje (24. srpna 1898)
- 18. června – účastníci atentátu na Heydricha:
  - Jozef Gabčík (* 8. dubna 1912)
  - Jan Kubiš (* 24. června 1913)
  - Josef Valčík, voják, příslušník výsadkové skupiny Silver A (* 2. listopadu 1914)
  - Jaroslav Švarc, voják a příslušník výsadku Tin (* 11. května 1914)
  - Adolf Opálka, voják, velitel skupiny Out distance (* 4. ledna 1915)
  - Jan Hrubý, příslušník výsadku Bioscop (* 4. března 1915)
  - Josef Bublík, voják a příslušník výsadku Bioscop (* 12. února 1920)
- 19. června – popraven Alois Eliáš, voják a politik (* 29. září 1890)
- 22. června – Alfréd Bartoš, velitel diverzní skupiny Silver A (* 23. září 1916)
- 23. června – Emil Procházka, sportovní funkcionář (* 1874)
- 24. června – Josef Páta, slavista, bulharista a sorabista (* 27. srpna 1886)
- 25. června – Evžen Rošický, atlet a sportovní novinář (* 18. října 1914)
- 26. června
  - Jaroslav Rošický, voják a odbojář (* 18. září 1884)
  - Metoděj Jan Zavoral, opat strahovského kláštera, politik (* 28. srpna 1862)
- 29. června – Emanuel Rosol, pedagog, politický a kulturní pracovník, ministerský rada a odbojář (* 7. prosince 1876)
- 30. června
  - Otakar Kamper, muzikolog (* 19. srpna 1878)
  - Františka Plamínková, československá politička (* 5. února 1875)
  - Josef Mašín, československý důstojník, člen odbojové organizace Tři králové (* 26. srpna 1896)
- 02. července
  - Arnošt Košťál, pardubický hoteliér a odbojář (* 26. června 1904)
  - Hynek Pelc, profesor sociálního lékařství, ředitel Státního zdravotního ústavu (* 25. února 1895)
  - Jiří Potůček, radista výsadku Silver A (* 12. července 1919)
  - Taťána Hladěnová, odbojářka z období druhé světové války (* 1. září 1920)
- 09. července – Oldřich Dvořák, československý voják a příslušník výsadku Steel (* 13. listopadu 1923)
- 10. července – Václav Klofáč, československý novinář a politik (* 21. září 1868)
- 15. července – Karel Snětina, lékař, sběratel a archeolog (* 13. května 1860)
- 20. července – František Peltán, účastník československého protinacistického odboje (* 1. dubna 1913)
- 21. července – František Kovářík, československý ministr veřejných prací (* 25. září 1865)
- 26. července
  - Vladimír Hornof, kněz a básník (* 10. května 1870)
  - Georg Alexander Pick, rakouský matematik působící v Praze (* 10. srpna 1859)
- 01. srpna
  - Josef Rous, řezbář a restaurátor (* 20. dubna 1874)
  - Vojtěch Kuchynka, kontrabasista, sbormistr a hudební skladatel (* 7. května 1871)
- 20. srpna – Ludwig Czech, ministr sociální péče Československa (* 14. února 1870)
- 29. srpna
  - Sigismund Bouška, katolický básník a literární kritik (* 25. srpna 1867)
  - Josef Vašata, dirigent a hudební skladatel (* 25. března 1884)
- 04. září – Svatý Gorazd II., pravoslavný biskup (* 26. května 1879)
- 05. září
  - Václav Čikl, pravoslavný duchovní, odbojář (* 1. ledna 1900)
  - František Roith, architekt (* 16. červenec 1876)
- 08. září – Valentin Loos, lední hokejista (* 1895)
- 10. září – Jan Janák, skladatel a sbormistr (* 5. května 1871)
- 14. září – Metoděj Jahn, prozaik a básník (* 15. října 1865)
- 20. září – Karl Petersilka, kněz a politik německé národnosti (* 18. prosince 1877)
- 24. září – Antonín Cechner, architekt, restaurátor, pedagog a znalec středověkých památek (* 25. dubna 1857)
- 02. října – Vincenc Červinka, novinář, publicista a překladatel (* 2. srpna 1877)
- 03. října – František Čech-Vyšata, cestovatel a spisovatel (* 14. února 1881)
- 07. října – Antonín Štuka, básník a odbojář (* 29. února 1908)
- 19. října – Eduard Neumann, lékař, překladatel (* 1. dubna 1868)
- 21. října – Arnold Holitscher, československý lékař a německojazyčný politik (* 7. srpna 1859)
- 28. října – Antonín Starý, lékař a překladatel (* 9. července 1878)
- 16. listopadu
  - Karel Böhm, český a rakouský fotbalista, odbojář (* 30. srpna 1906)
  - Johann Polach, československý politik německé národnosti (* 16. května 1871)
- 19. listopadu – František Šabata, československý katolický politik (* 30. listopadu 1858)
- 24. listopadu – Bohumil Kafka, sochař (* 14. února 1878)
- 27. listopadu – Vilém Pospíšil, bankéř a první guvernér Národní banky Československé (* 5. května 1873)
- 19. prosince – T. F. Šimon, malíř (* 13. května 1877)

### Svět

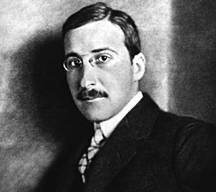
Stefan Zweig († 23. února)

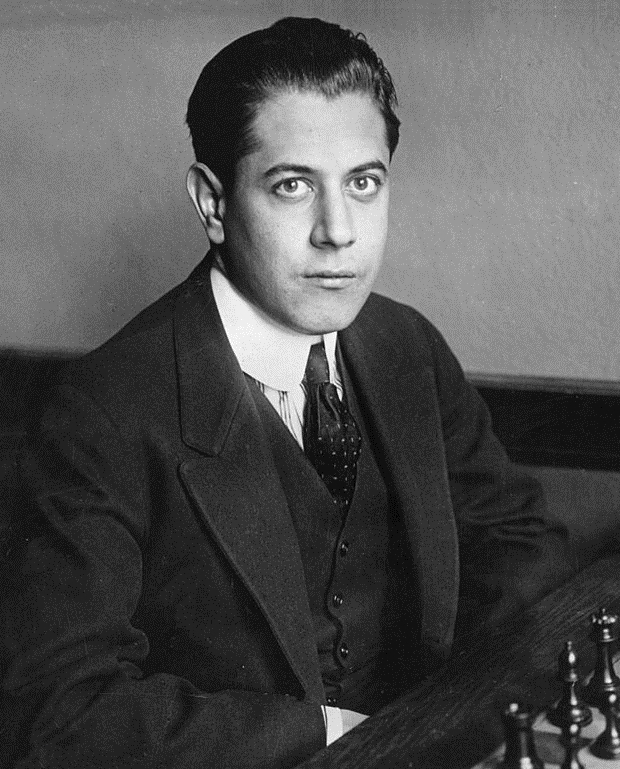
José Raúl Capablanca († 8. března)

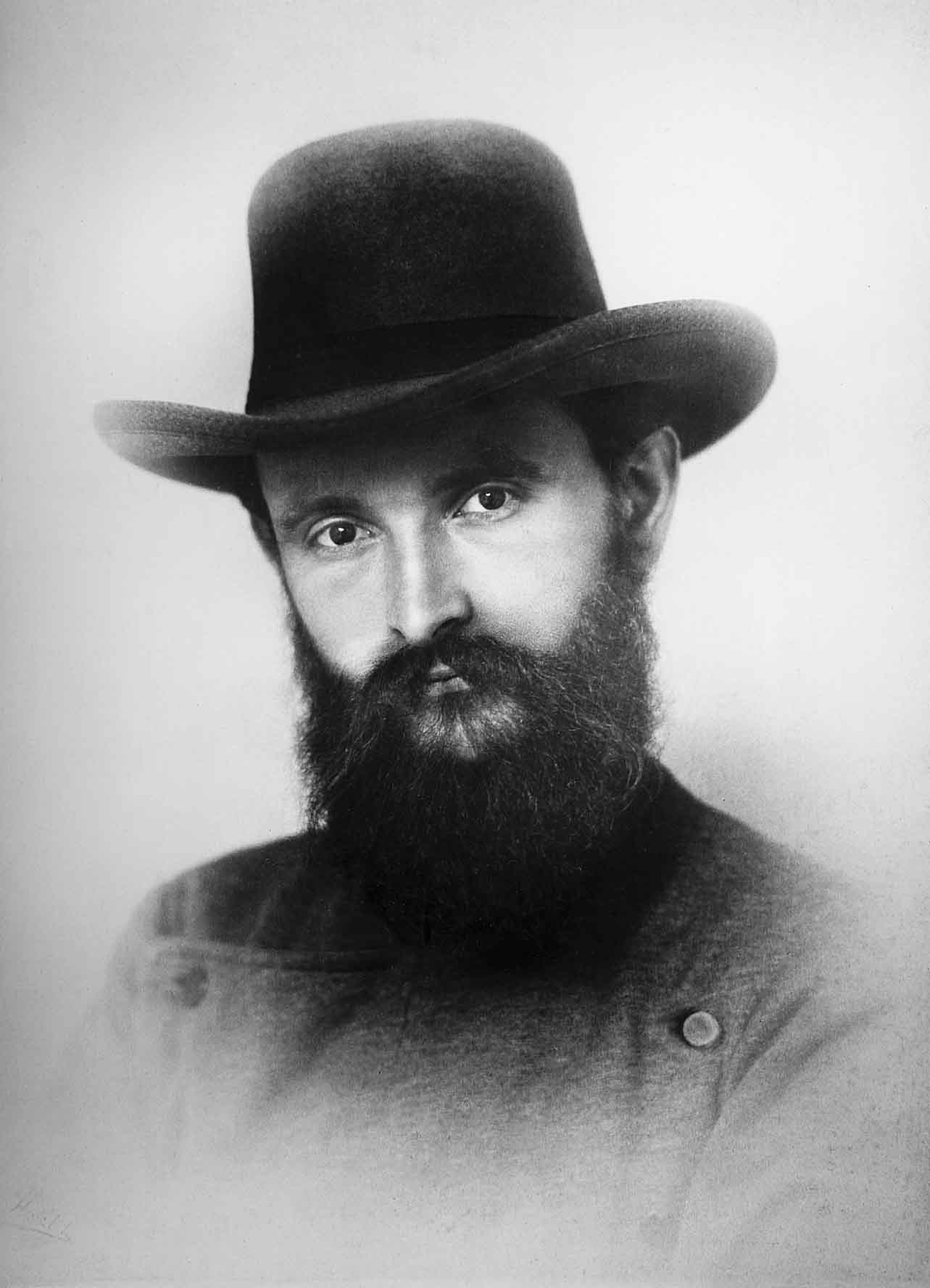
Robert Bosch († 12. března)

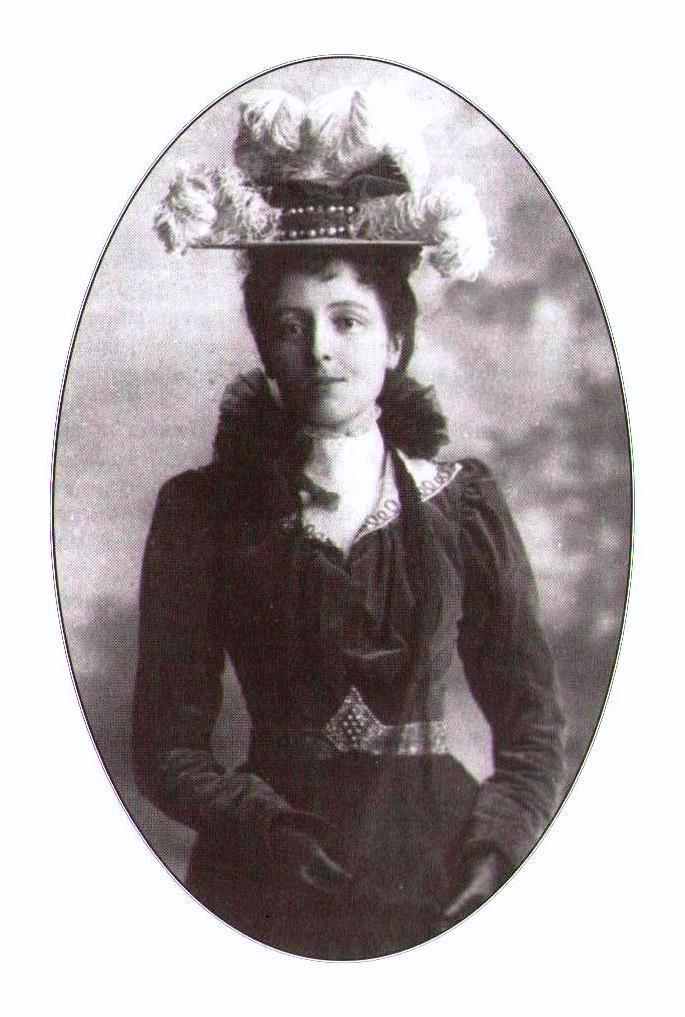
Lucy Maud Montgomery († 24. dubna)

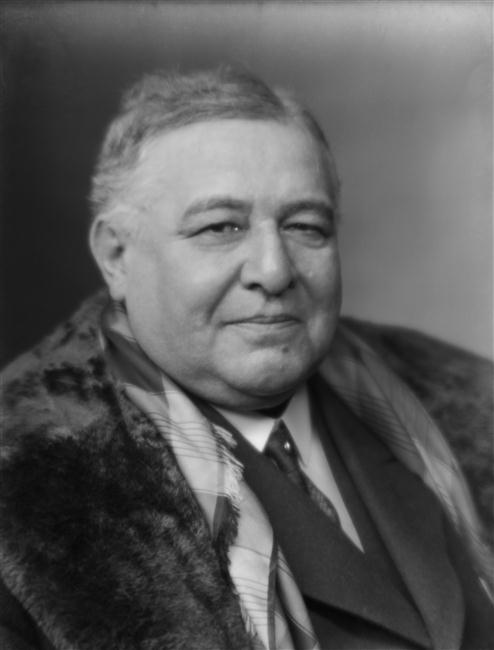
Léon Daudet († 30. června)

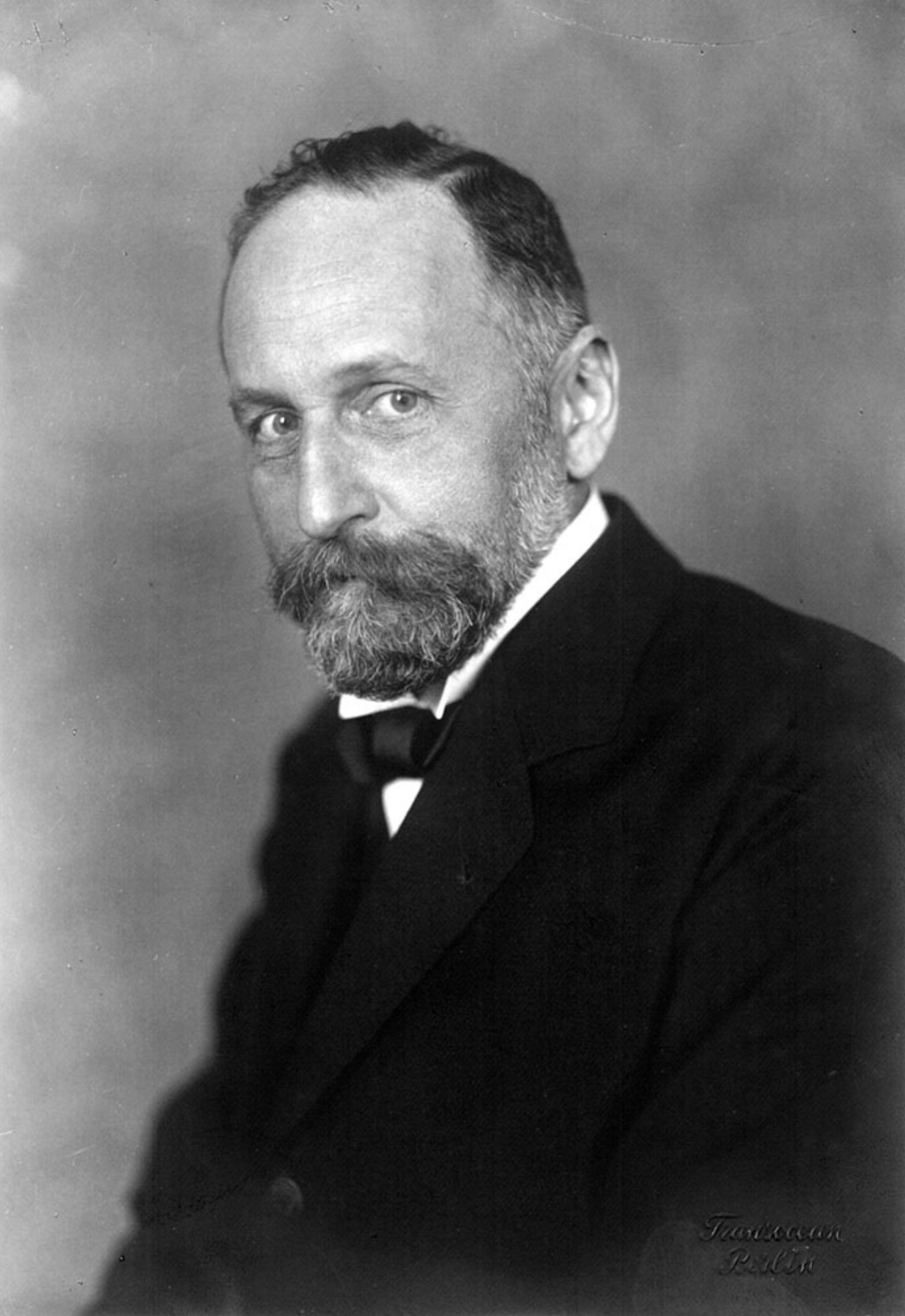
Richard Willstätter († 3. srpna)

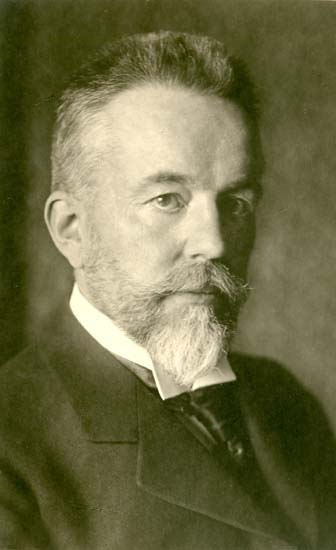
Aurel Stodola († 25. prosince)

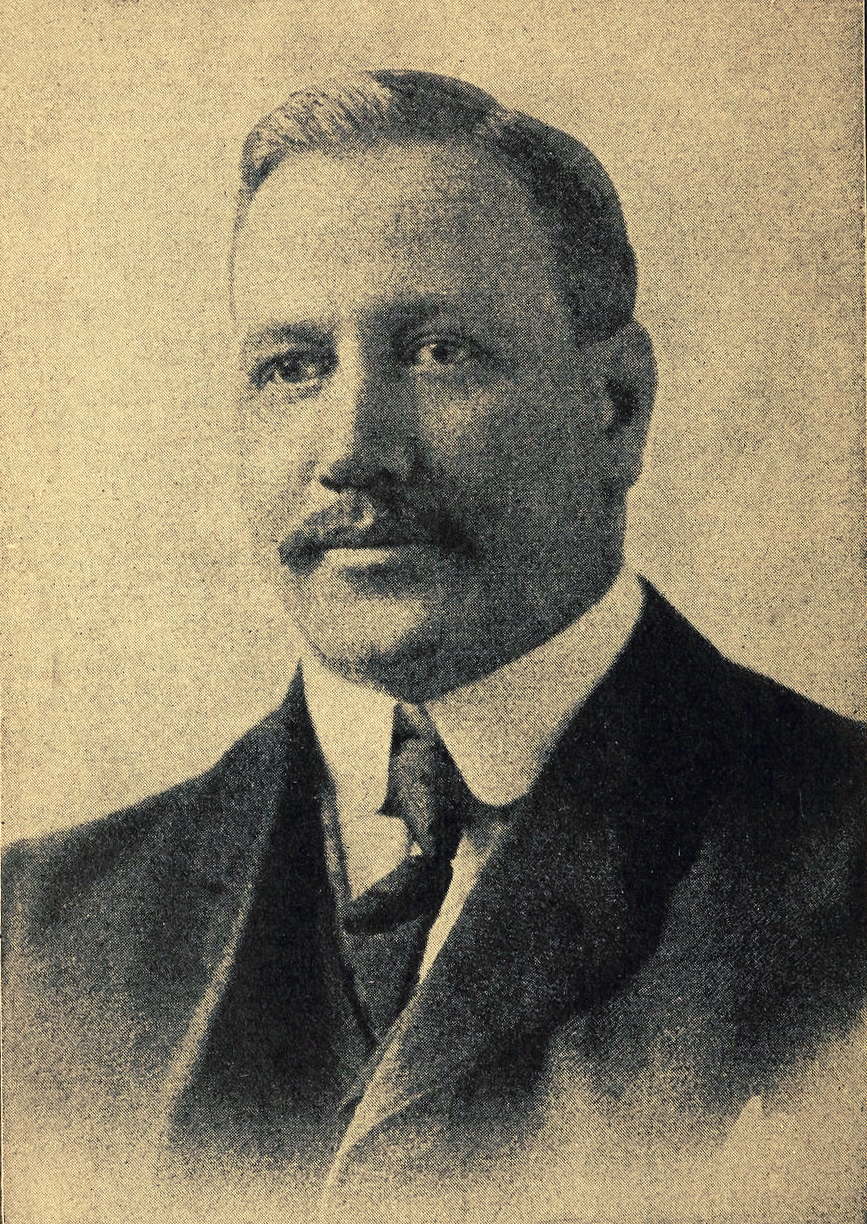
William G. Morgan († 27. prosince)

- 1. ledna – Jaroslav Ježek, český skladatel a klavírista (* 25. září 1906)
- 4. ledna – Melvin Sheppard, americký atlet, čtyřnásobný olympijský vítěz (* 5. září 1883)
- 6. ledna
  - Alexandr Romanovič Běljajev, ruský spisovatel (* 16. března 1884)
  - Henri de Baillet-Latour, belgický šlechtic, předseda Mezinárodního olympijského výboru (* 1. března 1876)
- 12. ledna – Vladimír Michajlovič Petljakov, sovětský letecký konstruktér (* 27. června 1891)
- 16. ledna
  - Carole Lombard, americká herečka (* 6. října 1908)
  - Artur Sasko-Koburský, syn britské královny Viktorie (* 1. května 1850)
- 25. ledna – Gerard Philips, nizozemský fyzik a podnikatel (* 9. října 1858)
- 26. ledna – Felix Hausdorff, německý matematik (* 8. listopadu 1868)
- 28. ledna – Pablo Luna, španělský hudební skladatel (* 21. května 1879)
- 29. ledna – Frédéric Plessis, francouzský spisovatel (* 3. února 1851)
- 2. února – Daniil Charms, ruský surrealistický spisovatel (* 30. prosince 1905)
- 6. února – Jacob Merkelbach, nizozemský fotograf (* 29. dubna 1877)
- 7. února – Dorando Pietri, italský maratónec (* 16. října 1885)
- 8. února – Fritz Todt, nacistický ministr zbrojního průmyslu (* 4. září 1891)
- 12. února
  - Avraham Stern, židovský básník a zakladatel radikální skupiny Lechi (* 23. prosince 1907)
  - Grant Wood, americký malíř (* 13. února 1891)
- 21. února – Olena Teliha, ukrajinská básnířka (* 21. července 1907)
- 22. února – August von Parseval, německý stavitel vzducholodí (* 5. února 1861)
- 23. února – Stefan Zweig, rakouský spisovatel (* 28. listopadu 1881)
- 28. února
  - Karel Doorman, nizozemský námořní důstojník (* 23. dubna 1889)
  - Josef Ferdinand Toskánský, toskánský velkovévoda (* 24. května 1872)
- 2. března – Charlie Christian, americký swingový a jazzový kytarista (* 29. července 1916)
- 8. března – José Raúl Capablanca, kubánský šachista, několikanásobný mistr světa (* 19. listopadu 1888)
- 10. března – William Henry Bragg, britský fyzik (* 2. července 1862)
- 12. března – Robert Bosch, německý vynálezce a podnikatel (* 23. září 1861)
- 15. března – Alexander Zemlinsky, rakouský dirigent a hudební skladatel (* 14. října 1871)
- 21. března – Olha Kobyljanska, ukrajinská spisovatelka (* 27. listopadu 1863)
- 23. března – Franz Walter Stahlecker, nacistický velitel bezpečnosti (* 10. října 1900)
- 24. března – Anton Drexler, německý politik, předseda nacistické strany NSDAP (* 13. června 1884)
- 27. března – Julio González, španělský malíř a sochař (* 21. září 1871)
- 2. dubna – Édouard Estaunié, francouzský spisovatel (* 4. února 1862)
- 11. dubna – Ewald von Lochow, německý generál (* 1. dubna 1855)
- 15. dubna
  - Robert Musil, rakouský romanopisec, dramatik a esejista (* 6. listopadu 1880)
  - Joshua Pim, irský lékař a tenista (* 20. května 1869)
- 17. dubna – Jean Baptiste Perrin, francouzský fyzik (* 30. září 1870)
- 22. dubna – Pirie MacDonald, americký fotograf (* 27. ledna 1867)
- 24. dubna
  - Leonid Kulik, ruský mineralog (* 1. září 1883)
  - Lucy Maud Montgomery, kanadská spisovatelka (* 30. listopadu 1874)
- 16. května – Bronisław Malinowski, polský a britský antropolog, sociolog a etnograf (* 7. dubna 1884)
- 20. května – Hector Guimard, francouzský architekt (* 10. března 1867)
- 22. května – Rade Končar, jugoslávský vůdce a partyzán (* 6. srpna 1911)
- 24. května – Ivan Horbaczewski, ukrajinský lékař a chemik (* 15. května 1854)
- 4. června – Hugo Karl Tippmann, americký básník a novinář českého původu (* 13. března 1875)
- 5. června
  - Tamon Jamaguči, admirál japonského císařského námořnictva (* 17. srpna 1892)
  - István Abonyi, maďarský šachový mistr (* 20. srpna 1886)
- 14. června – Heinrich Vogeler, německý malíř, grafik, architekt (* 12. prosince 1872)
- 19. června – Karl Kaser, rakouský právník a fotograf (* 5. května 1861)
- 28. června – Janka Kupala, běloruský spisovatel (* 7. července 1882)
- 30. června
  - Léon Daudet, francouzský spisovatel (* 16. listopadu 1867)
  - William Henry Jackson, americký malíř, fotograf a cestovatel (* 4. dubna 1843)
- 4. července – Marcellin Boule, francouzský paleoantropolog a paleontolog (* 1. ledna 1861)
- 7. července – William Henry Young, anglický matematik (* 20. října 1863)
- 12. července – Julius von Bernuth, generálmajor Wehrmachtu (* 12. srpna 1897)
- 14. července – Sébastien Faure, francouzský anarchista, volnomyšlenkář (* 6. ledna 1858)
- 15. července – Karl von Banhans, ministr železnic Předlitavska (* 12. června 1861)
- 23. července – Adam Czerniaków, polský inženýr a senátor (* 30. listopadu 1880)
- 28. července – William Flinders Petrie, anglický egyptolog (* 3. června 1853)
- 29. července – Wojciech Kossak, polský malíř (* 31. prosince 1857)
- 31. července
  - Francis Younghusband, britský důstojník a cestovatel (* 31. května 1863)
  - Marie Anna Portugalská, portugalská infantka a lucemburská velkovévodkyně (* 13. července 1861)
- 3. srpna – Richard Willstätter, německý chemik (* 13. srpna 1872)
- 6. srpna – Roman Kramsztyk, polský malíř (* 18. srpna 1885)
- 8. srpna – Rudolf Abel, německý bakteriolog (* 21. prosince 1868)
- 9. srpna
  - Arnold Genthe, americký fotograf (* 8. ledna 1869)
  - Svatá Edith Stein, židovská mučednice (* 12. října 1891)
- 12. srpna
  - Sabina Spielrein, ruská lékařka, psychoanalytička (* 7. listopadu 1885)
  - Jan Mauersberger, polský kněz, skautský vůdce a odbojář (* 4. září 1877)
- 17. srpna – Irena Nemirovská, ruská spisovatelka píšící ve francouzštině (* 24. února 1903)
- 21. srpna
  - Brunon Zembol, polský kněz blahoslavený v roce 1999 (* 7. září 1905)
  - Vladimir Burcev, ruský revoluční aktivista a spisovatel (* 17. listopadu 1862)
- srpen – Janusz Korczak, polský spisovatel (* 22. července 1878)
- 5. září – Zsigmond Móricz, maďarský spisovatel (* 29. června 1879)
- 14. září – Rubén Ruiz Ibárruri, syn španělské komunistické političky Dolores Ibárruri (* 9. ledna 1920)
- 17. září – Henri Hinrichsen, německý nakladatel (* 5. února 1868)
- 19. září – Condé Montrose Nast, americký vydavatel časopisů (* 26. března 1873)
- 20. září – Kārlis Ulmanis, prezident Lotyšska (* 4. září 1877)
- 3. října – Ludwik Ćwikliński, polský filolog a politik (* 17. července 1853)
- 10. října – Terézia Vansová, slovenská spisovatelka (* 18. dubna 1857)
- 16. října – Leopold Pötsch, učitel Adolfa Hitlera (* 18. listopadu 1853)
- 24. října
  - Georg Stumme, generál Wehrmachtu za druhé světové války (* 29. července 1886)
  - Jaroslav Valenta, sekretář Akademické YMCA, za protektorátu významná postava protiněmeckého odboje. (* 8. února 1911)
- 1. listopadu – Hugo Distler, německý hudební skladatel a varhaník (* 24. června 1908)
- 3. listopadu – Carl Sternheim, německý dramatik, básník a spisovatel (* 1. dubna 1878)
- 4. listopadu – Žarko Zrenjanin, jugoslávský partyzán a politik (* 11. srpna 1902)
- 12. listopadu – Elmer Niklander, finský olympijský vítěz v hodu diskem (* 19. ledna 1890)
- 21. listopadu – Leopold Berchtold, rakousko-uherský politik (* 18. dubna 1863)
- 28. listopadu – Rose Clarková, americká malířka a fotografka (* 1852)
- 3. prosince – Anton Ujváry, slovenský fotbalista (* 13. července 1913)
- 5. prosince – Emin Duraku, albánský partyzán (* ? 1917)
- 11. prosince – Jochen Klepper, německý teolog, žurnalista a spisovatel (* 22. března 1903)
- 13. prosince – Włodzimierz Ledóchowski, generální představený Tovaryšstva Ježíšova (* 7. října 1866)
- 16. prosince
  - Maude Petre, britská katolická řeholnice a spisovatelka (* 4. srpna 1863)
  - Samuel Steinherz, historik, rektor Německé univerzity v Praze, (* 16. února 1857)
- 19. prosince – Bruno Schulz, polský spisovatel, literární kritik, malíř a grafik (* 12. června 1892)
- 20. prosince – Jean Gilbert, německý skladatel a dirigent (* 11. února 1879)
- 21. prosince – Franz Boas, americký antropolog (* 9. července 1858)
- 22. prosince – Pinchas Rutenberg, ruský podnikatel, socialistický revolucionář (* 5. února 1879)
- 23. prosince – Konstantin Balmont, ruský symbolistický básník (* 15. července 1867)
- 24. prosince – François Darlan, francouzský admirál a politik (* 7. srpna 1881)
- 25. prosince – Aurel Stodola, slovenský fyzik, vynálezce (* 11. května 1859)
- 27. prosince – William G. Morgan, tvůrce volejbalu (* 23. ledna 1870)
- 28. prosince – Alfred Flatow, německý gymnasta, trojnásobný olympijský vítěz 1896 (* 3. října 1869)
- 30. prosince – Nevile Henderson, velvyslanec Spojeného království v nacistickém Německu (* 10. června 1882)

## Hlavy států

### Amerika
- USA
  - Franklin Delano Roosevelt

### Evropa
- Československo
  - Edvard Beneš (prezident v exilu)
- Protektorát Čechy a Morava
  - Emil Hácha (státní prezident)
  - Konstantin von Neurath (říšský protektor)
  - Reinhard Heydrich (zastupující říšský protektor)
  - Kurt Daluege (zastupující říšský protektor)
- Papež
  - Pius XII.
- Slovenský stát
  - Jozef Tiso, prezident
  - Vojtech Tuka, premiér
- Sovětský svaz
  - Stalin
- Švýcarsko
  - Philipp Etter, prezident Švýcarské konfederace
- Velká Británie
  - Jiří VI., král Velké Británie
  - Winston Churchill, ministerský předseda Velké Británie
- Velkoněmecká říše
  - Adolf Hitler
- Francie
  - Philippe Pétain

### Asie
- Japonsko
  - Císař Šówa